# Saison 6 de Blacklist
Chronologie
Saison 5 Saison 7
Cet article présente le guide des épisodes de la sixième saison de la série télévisée américaine Blacklist.

## Généralités
Le 12 mai 2018, NBC renouvelle la série pour une sixième saison,. Elle fait son retour dans une nouvelle case horaire, le vendredi à 21 h. Néanmoins, il est fréquent que deux épisodes soient diffusés à la suite : le premier est alors diffusé dès 20 h. Les trois derniers épisodes de la saison sont également diffusés à 20 h.
Aux États-Unis, la série est diffusée du 3 janvier 2019 au 17 mai 2019. De nombreuses plateformes françaises de VOD, parmi lesquelles MyTF1 VOD et iTunes, proposent les épisodes 24 heures après leur sortie, en VOSTFr.
En France, la diffusion a commencé le 14 mai 2019 en deuxième partie de soirée sur TF1. La chaîne a décidé de ne plus diffuser la saison à partir de l'épisode 15 qui aurait dû logiquement être diffusé le 25 juin 2019 et n'a communiqué aucune information à ses téléspectateurs sur cet arrêt prématuré ni sur un éventuel retour à la rentrée 2019. Une des raisons pourrait être les faibles audiences des 14 premiers épisodes, certes diffusés très tardivement. Les 8 derniers épisodes restent donc pour l'instant inédits à la télévision française en VF jusqu'au 12 février 2020 où la chaîne reprend la diffusion de la saison à partir de l'épisode 15.
Néanmoins, la saison 6 de Blacklist est disponible à l'achat en DVD & Blu-ray en VF depuis le 18 septembre 2019.

## Synopsis
Liz se met en quête de découvrir la vérité sur l'homme qui se fait passer pour Raymond Reddington depuis plus de vingt ans. Ce dernier, arrêté après toutes ces années de cavale, doit faire face aux nombreux chefs d'accusation contre lui dans un procès face au gouvernement américain.

## Distribution

### Acteurs principaux
- James Spader (VF : Pierre-François Pistorio) : Raymond « Red » Reddington
- Megan Boone (VF : Laura Blanc) : Elizabeth Keen
- Diego Klattenhoff (VF : Alexandre Gillet) : Donald Ressler
- Harry Lennix (VF : Thierry Desroses) : Harold Cooper
- Amir Arison (VF : Laurent Larcher) : Aram Mojtabai
- Mozhan Marnò (VF : Anne Dolan) : Samar Navabi (jusqu'à l'épisode 14)
- Hisham Tawfiq (VF : Frantz Confiac) : Dembe Zuma

### Acteurs récurrents et invités
- Fiona Dourif (VF : Olivia Luccioni) : Lillian Roth / Jennifer Reddington (épisodes 1, 2, 4, 6 et 8)
- Christophe Lambert (VF : lui-même) : Bastien Moreau[11] (épisodes 1, 2, 11 et 12)
- Dikran Tulaine (en) (VF : Gérard Surugue) : Max Ruddiger (épisodes 2, 13 et 22)
- Deirdre Lovejoy (VF : Danièle Douet) : Cynthia Panabaker (épisodes 2, 11 et 22)
- Ken Leung (VF : Laurent Morteau) : Michael Sima[12] (épisodes 3, 5, 6, 7, 9 et 10)
- Becky Ann Baker (VF : Blanche Ravalec) : la juge Roberta Wilkins (épisodes 3, 5, 6, 7, 9 et 10)
- Coy Stewart (en) (VF : Enzo Ratsito) : Vontae Jones (Walter dans la VF) (épisodes 4, 8, 10, 13 et 22)
- Clark Middleton (VF : Jean-François Vlérick) : Glen Carter (épisodes 7 et 13)
- Jennifer Ferrin (en) (VF : Laura Zichy) : Anna McMahon (épisodes 2, 11, 12, 15, 17, 20, 21 et 22)
- Benito Martinez (VF : Loïc Houdré) : le président Robert Diaz (épisodes 11, 12, 21 et 22)
- Ben Horner : Mr Sandquist (épisodes 11, 12, 17, 20, 21 et 22)
- Aida Turturro (VF : Marie-Laure Dougnac) : Heddie Hawkins (épisode 13)
- Stacy Keach (VF : Jean Barney) : Robert Vesco (épisode 13)
- Oded Fehr (VF : Yann Guillemot) : l'agent Levi Shur (épisodes 13 et 14)
- Teddy Coluca (VF : Achille Orsoni) : Teddy Brimley (épisodes 13, 14 et 20)
- Michael Aronov (en) (VF : Marc Perez) : Smokey Putnum (épisode 16)
- Brian Dennehy (VF : Achille Orsoni) : Dominic Wilkinson (épisodes 18 et 19)
- Lotte Verbeek (VF : Barbara Kelsch) : Katarina Rostova, jeune (épisode 19)
- Gabriel Mann (VF : Damien Ferrette) : Ilya Koslov (épisode 19)
- William Sadler (VF : Jean-Bernard Guillard) : Sam Milhoan (épisode 19)
- Laila Robins : Katarina Rostova (épisode 22)
- Brett Cullen (VF : Guy Chapellier) : l'étranger (épisode 22)

## Liste des épisodes

### Épisode 1:DrHans Koehler
- États-Unis : 3 janvier 2019 sur NBC[1]
- Canada : 4 janvier 2019 sur Global[13]
- France : 14 mai 2019 sur TF1[7]
- Québec : 1er novembre 2019[14] sur TVA
- Belgique : 16 septembre 2021 sur Club RTL[15]

- États-Unis : 4,15 millions de téléspectateurs[16] (première diffusion)
- France : 1,09 million de téléspectateurs[17] (première diffusion)

- Fiona Dourif (Lillian Roth / Jennifer Reddington)
- Kenneth Tigar (le docteur Hans Koehler)
- Christophe Lambert (Bastien Moreau)

En repérage dans une banque où il désire voler le contenu d'un coffre qu'il voit comme un cadeau d'anniversaire à l'approche de ses soixante ans et pour prouver qu'il n'a pas perdu la main, Reddington se retrouve en plein braquage. Après avoir pris ce pourquoi il est venu, le criminel parvient à convaincre les braqueurs à les aider à fuir la police, déjà sur les lieux, en échange d'un pourcentage sur le butin. Mais Reddington, accompagné de Dembe, n'hésite pas à les balancer du haut de la benne du camion servant à leur fuite lorsque ces derniers tirent sur la police, qui arrêtent les malfaiteurs. Le lendemain, Reddington réapparaît dans la banque avec l'objet qu'il a volé, un tableau de Van Gogh volé à deux reprises dans un musée, et demande au directeur de l'établissement de le rendre à son propriétaire de manière anonyme.
Pendant ce temps, Liz et sa demi-sœur Jennifer décident de mener leur propre enquête afin de découvrir la véritable identité de Reddington. En mettant leurs informations en commun, elles remontent jusqu'à Dover et à la maison incendiée le soir où Liz, enfant, a tiré sur son père. Les deux jeunes femmes apprennent du shérif local que la maison était vide à l'arrivée des secours. Ébranlée par ses découvertes, Liz avoue à Jennifer avoir tiré sur leur père, qui s'en prenait violemment à sa mère, ce qu'elle comprend. Liz et Jennifer partent dans les hôpitaux proches des lieux pour retrouver la trace d'un éventuel brûlé le soir de l'incendie.
Alors que Samar est considéré comme apte à reprendre du service, Reddington lance Liz et l'unité spéciale sur la piste d'un chirurgien de renom, Hans Koehler, travaillant dans le monde du crime et capable de transformer le visage d'une personne pour lui donner une nouvelle identité. Ressler se montre plus réservé et s'indigne que l'unité travaille toujours avec Reddington après avoir abattu Sutton Ross pour garder l'identité des os secrets, tandis que Cooper, bien que faisant son travail, prend Liz à part pour lui dire qu'il serait prêt à fermer l'unité si elle le désire. Grâce à une piste trouvée par Liz et Ressler, Reddington retrouve le dernier patient de Koehler, qui s'avère être une de ses vieilles connaissances. Red l'oblige à appeler le numéro de l'infirmière que Koehler l'a donné en cas de complications. L'infirmière arrive et dit à Red que le chirurgien se trouve en France. Red lui prend son téléphone et en demandant l'aide d'Aram, découvre que Koehler se trouve en fait à Washington.
Koehler et son équipe sont en effet retenus captifs par son dernier patient, le terroriste international Bastien Moreau, dit « Le Corse », qui souhaite être « anonyme ». Après l'opération, Moreau et son équipe abattent Koehler et l'équipe médicale. Arrivé sur les lieux quelques minutes avant le FBI, Reddington essaie d'obtenir une information auprès d'un Koehler mourant, qui lui murmure quelque chose. Avec Ressler, Liz découvre le carnage et confronte son « père » sur ses réelles motivations concernant Koehler, mais Reddington, sentant qu'elle cherche des réponses, lui suggère qu'elle dise son secret si elle veut connaître les motifs de cette affaire. Liz ne dira rien au sujet de son enquête avec Jennifer, mais reste persuadée qu'il a été un patient de Koehler. Reddington avoue toutefois que le chirurgien est un de ses amis et qu'il a compris qu'il était en danger. L'unité parvient à localiser Moreau qui se trouve à l'aéroport, mais le « Corse » parvient à les semer, non sans avoir abattu ses complices au préalable afin que personne ne le reconnaisse. Au même moment, Red se rend chez la veuve de Koehler afin d'y récupérer une clé USB contenant la liste des patients du chirurgien. Pour la protéger des criminels se trouvant sur la liste, Reddington lui fournit une nouvelle identité pour partir loin.
- Le premier épisode de la sixième saison est diffusé le jeudi soir à 22 h avant d'être rediffusé le lendemain à 20 h avant la diffusion du second épisode, Le Corse[18].

### Épisode 2:Le Corse
- États-Unis : 4 janvier 2019 sur NBC
- Canada : 6 janvier 2019 sur Global[13]
- France : 15 mai 2019 sur TF1
- Belgique : 16 septembre 2021 sur Club RTL

- États-Unis : 3,91 millions de téléspectateurs[19] (première diffusion)
- France : 611 000 téléspectateurs[17] (première diffusion)

- Fiona Dourif (Lillian Roth / Jennifer Reddington)
- Christophe Lambert (Bastien Moreau)
- Deirdre Lovejoy (Cynthia Panabaker)
- Dikran Tulaine (Max Ruddiger)
- Karen Pittman (Anna Holt)
- Jennifer Ferrin (Anna McMahon)

L'unité spéciale du FBI est toujours à la recherche de Moreau, toujours en fuite. Ce dernier discute avec une femme au téléphone d'une mission et se met directement au travail. Grâce à l'opération chirurgicale de Koehler, Moreau prend l'identité de Charles Albrecht, courrier diplomatique travaillant pour l'ambassade de Turquie et le tue, non sans avoir soutiré des informations importantes sur les points de contrôles d'un bâtiment et subtilisé un code d'accès et son badge.  
Parallèlement, Liz se trouve dans son appartement avec Jennifer, qui connaît une personne susceptible de restaurer le fichier de la clé USB effacé par Reddington. Jennifer ne comprend que Liz n'ait pas averti ses collègues, mais cette dernière refuse de les impliquer car Reddington pourrait leur mettre des bâtons dans les roues ou plus. C'est alors que Red débarque chez Liz, obligeant Jennifer à se cacher. Il informe l'agent du FBI qu'il a des nouvelles de Moreau. Grâce aux informations du « médiateur du crime », Liz et l'unité découvrent que le « Corse » s'apprête à commettre un attentat sur le sol américain. Grâce à un contact qui lui renseigne sur Moreau, Reddington apprend que le « Corse » a fait appel aux services de Ruddiger, spécialiste en explosif porté sur la boisson et vieille connaissance de Red. Le FBI découvre le corps d'Albrecht et découvre les desseins de Moreau : faire exploser une bombe au siège des Nations unies à New York. Les lieux sont évacués par Liz et Ressler. Se rendant aux Nations Unies accompagné de Ruddiger, qui a créé la bombe, Reddington porte assistance à Liz et l'unité afin de la désamorcer, tandis qu'Aram tente de localiser Moreau via les caméras de surveillance. 
Après moult péripéties, Ruddiger parvient à désamorcer l'explosif tandis que Ressler est à deux doigts d'arrêter Moreau, mais le tueur a grièvement blessé un otage pour couvrir sa fuite, contraignant l'agent à le laisser filer. Au téléphone, Jennifer tente de convaincre Liz, qui émet des doutes sur leur plan et de plus en plus hésitante, de revoir son opinion et de ne pas la laisser tomber. C'est elle sa famille.
Après avoir exploré le bâtiment de l'ONU, Reddington quitte les lieux avant l'arrivée de la police aux côtés de Ruddiger et Dembe. Au moment où il achète un bretzel en face d'un pub où se trouve Dembe, Reddington est arrêté par un policier, qui découvre qu'il a appréhendé l'homme le plus recherché. L'arrestation de Reddington fait l'effet d'un choc à Liz, qui rend visite à ce dernier en prison. Certains que les policiers ont été renseignés, Red se soucie plus de savoir qui l'a dénoncé que de sa situation. Cooper tente vainement d'aider Reddington en plaidant sa cause à Cynthia Panabaker et à Anna Holt, procureur général du district sud chargé de s'occuper du cas. Reddington est transféré dans une prison fédérale, le gouvernement refusant de faire jouer son accord d’immunité.
- À partir de cet épisode, la série est diffusée le vendredi soir à 21 h.
- Cet épisode marque la première apparition de Anna McMahon, incarnée par Jennifer Ferrin. Toutefois, son identité ne sera révélée qu'au onzième épisode.

### Épisode 3:Le Pharmacien
- États-Unis /  Canada : 11 janvier 2019 sur NBC / Global
- France : 21 mai 2019 sur TF1
- Belgique : 23 septembre 2021 sur Club RTL

- États-Unis : 3,66 millions de téléspectateurs[20] (première diffusion)
- France : 1,03 million de téléspectateurs[21] (première diffusion)

- Ken Leung (Michael Sima)
- David Wilson Barnes (en) (Spalding Stark)
- Becky Ann Baker (la juge Roberta Wilkins)
- Daniel Jenkins (Warren Kirby)
- Lee Aaron Rosen (Dr Ethan Webb)

Dans sa cellule de détention, Reddington reçoit la visite de Liz, qui lui informe que Cooper a reçu l'ordre de nier l'existence de l'unité spéciale. Mais il ne s'en soucie guère et la charge avec l'unité d'enquêter sur la récente découverte de cinq corps de personnes atteintes d'une maladie dégénérative du cortex moteur retrouvés dans un entrepôt et a la certitude que cela a un lien avec un homme auquel il lui a alloué des fonds : Spalding Stark, dit « le Pharmacien ». Stark s'est présenté auprès de Red comme un biohacker renégat voué à l'amélioration de la vie humaine, mais la récente découverte des cinq corps lui fait penser qu'il n'est pas le visionnaire auquel il pense, mais un arnaqueur. Au cours de son enquête, l'unité découvre au cours de ses recherches que Stark ne se présente pas comme un opportuniste : s'étant injecté un remède contre le paludisme qu'il a créé après s'être auto-infecté de la maladie car la FDA n'autorise pas de test sur humains, Stark était vu comme une sorte de légende, mais le test a échoué et est paralysé d'une partie de son corps, ne se déplaçant qu'à l'aide d'une béquille.
Au tribunal, Reddington fait face au début de son procès, présidée par la juge Roberta Wilkins, tandis qu'il devra affronter l'assistant du procureur Michael Sima. Voyant que son avocat renonce à la lecture de ses droits et des accusations, Reddington demande à s'approcher de Wilkins, ce qu'elle accepte. S'approchant de la juge aux côtés de Sima, il lui révèle être un informateur du FBI lié par un accord d'immunité. Wilkins, qui l'ignorait tout comme Sima, convoque le procureur et Reddington dans son bureau, ainsi que Cooper, qui lui confirme que l'accord d'immunité existe. Durant cette entrevue, Red annonce qu'il congédie son avocat et décide de se représenter tout seul. Au QG de l'unité spéciale, Liz discute avec Cooper et lui supplie de ne pas mettre sa carrière en danger pour Red, mais ce dernier préfère dire la vérité.
Sur les lieux où les corps ont été retrouvés, un pistolet à injection a été retrouvé et l'unité remonte jusqu'à son créateur, qui s'avère être le propriétaire de l'entrepôt, Kirby, ayant contacté la police. Interrogé, Kirby avoue avoir été atteint d'une maladie neurodégénérative et que Stark lui a proposé un traitement non homologué par la FDA qui l'a guéri. Pour le remercier, Kirby a mis son entrepôt à disposition de Stark pour ses recherches, mais refuse de croire que le biohacker ait tué les cinq personnes volontairement.
Dans la salle d'audience à huis clos, Cooper témoigne à la barre. D'abord interrogé par Reddington au sujet de l'accord, il dit à la cour que de nombreuses vies ont été sauvées et des criminels ont été neutralisés et qu'il serait prêt à le refaire. Dans le contre-interrogatoire de Sima, Cooper lui affirme que Reddington doit respecter l'accord d'immunité s'il veut gagner sa liberté, mais ment quand Sima lui demande si Reddington a commis des crimes depuis que l'accord est conclu. Peu satisfait, Sima informe la juge que Reddington portait une arme non déclarée avec le numéro de série effacée lors de son arrestation, ce qui constitue une infraction fédérale, ce qui surprend le « médiateur du crime ». Une nouvelle audience est prévue à la semaine suivante. 
En comparant les résultats d'analyse de Kirby et des corps, l'unité découvre que le traitement fonctionne, mais quelqu'un l'a saboté pour les cinq personnes avec une toxine. Le FBI apprend également que Stark travaille avec un associé, Ethan, renvoyé d'une société pharmaceutique, CrownLife, pour vol de données confidentielles et parvient à retrouver la trace de Stark, installé dans un autre entrepôt avec d'autres patients atteints de maladie neurodégénérative. Sur les lieux, Liz et Ressler, accompagnés d'une unité d'élite, arrivent et arrêtent Stark et Webb, mais ne peuvent empêcher la mort des patients tués par la toxine.
- David Wilson Barnes avait joué un autre rôle dans le spin-off, The Blacklist: Redemption.
- David Berman, qui incarne le Dr Maguire, est le frère de Josh Berman, qui a travaillé comme producteur consultant sur plusieurs épisodes de Blacklist.

### Épisode 4:Les Prêteurs sur gages
- États-Unis /  Canada : 18 janvier 2019 sur NBC / Global
- France : 22 mai 2019 sur TF1
- Belgique : 23 septembre 2021 sur Club RTL

- États-Unis : 4,04 millions de téléspectateurs[22] (première diffusion)

- Coy Stewart (Vontae Jones)
- Donna Murphy (Sophia Quayle)
- Larry Bryggman (Rod Ullman)
- Dorothy Lyman (Delaine Uhlman)
- Fiona Dourif (Lillian Roth / Jennifer Reddington)
- Jacinto Taras Riddick (Baldomero)

Raymond Reddington débarque à la prison de Colton où il est installé dans une cellule miteuse et en ayant pour seule compagnie un rat qui passe dans les tuyaux qui mènent vers l'extérieur. Plus tard, il rejoint le réfectoire de l'établissement pénitentiaire et s'assied aux côtés de Vontae, jeune homme à lunettes qui ne cherche pas les ennuis. Ce dernier parle de la prison et des détenus, dont un certain Baldomero, à Red. Il s'avère que Baldomero, emprisonné pour avoir volé de camion et tué deux gardes, connaît Reddington et qu'il veut régler des comptes avec le « médiateur du crime » au sujet d'un contentieux. Lorsque Baldomero s'en prend à Vontae, Reddington défend le jeune homme mais Baldomero le frappe jusqu'à ce que le directeur mette fin à la bagarre. 
Plus tard, Liz rend visite à Reddington avec le visage tuméfié. Alors qu'elle s'inquiète et envisage de le mettre en détention préventive, mais Reddington la rassure et doit être traité comme tous les criminels pour que son travail avec le FBI reste secret. De plus, il la met sur la piste d'un couple de prêteurs sur gages, Rod et Delaine Uhlman, qui prêtent d'énormes sommes d'argent en échange de sûretés importantes, qu'ils vendent au plus offrant si la somme n'est pas remboursée avec les intérêts. Pendant ce temps en prison, Vontae s'inquiète car Baldomero veut s'en prendre à lui, mais Reddington a un plan en tête : enlever les fils de sa couverture. Il demande à son jeune protégé un stylo et un morceau de viande, qu'il arrive à trouver. Au réfectoire, Red retrouve Baldomero soi-disant pour entamer une trêve mais en fait le prévient que ce sera que quand son ennemi sera libéré de prison, il sera tué dans les vingt-quatre heures. Baldomero, de son côté, lui promet de le tuer Vontae et lui. 
Liz et Ressler surveillent les Ulhman et découvrent que Tom Hardekopf, un étudiant du MIT travaillant dans une entreprise de technologie qui a secrètement un contrat avec la NSA. Cooper apprend de la bouche de Sophia Quail, déchiffreuse de code à la NSA, qu'Hardekopf a été engagé par l'agence pour créer un algorithme de décryptage pouvant casser le code utilisé pour les câbles diplomatiques chinois envoyés de Pékin. Mais Hardekopf l'a mis en gage auprès des Ulhman pour obtenir une somme d'argent. Lorsque ce dernier perd l'argent au poker, Hardekopf est abattu par Delaine car il n'a pas réussi à rembourser. En piratant la caméra de surveillance de l'établissement des Ulhman, l'unité découvre que le renseignement chinois veut acheter l'invention d'Hardekopf. Sur une suggestion de Ressler de proposer une somme plus élevée pour essayer de récupérer l’algorithme, Samar accepte de se faire passer pour une acheteuse. Pendant ce temps, Reddington achète une ficelle sur le rat avec un mot, après l'avoir attiré avec un morceau de viande, et le renvoie dans les tuyaux. Un dératiseur travaillant à l'extérieur de la prison découvre le rat et le mot : 10 000 $ s'il appelle le numéro de téléphone inscrit. Le dératiseur appelle et reçoit la visite de Dembe, qui s'empresse d'envoyer un mot à Reddington par le même moyen que son ami.
Après avoir convaincu les Ulhman, Samar remporte le marché soi-disant au nom du Mossad. Elle rachète les codes dans un parking et s'apprête à prendre possession de la valise contenant l'algorithme. Mais des hommes dans un van surgissent et commencent à leur tirer dessus. Ayant suivi Samar à la trace, Liz et Ressler, accompagnés d'une unité d'élite, parviennent à neutraliser un des assaillants, mais Delaine est abattue au cours de l'attaque et meurt sur le coup et Rod est arrêté. Le FBI découvre qu'il s'agit des Chinois. Ressler et Samar parviennent à arrêter les Chinois, alors qu'ils allaient se rendre à l'ambassade, et à récupérer les codes. Cooper fait arrêter Quail, qui s'avère être de connivence avec les Chinois. Samar découvre qu'elle est atteinte d'aphasie après s'être inquiétée des symptômes lorsqu'elle a essayé d'appeler les secours.
- Dans la version française, le personnage de Vontae est rebaptisé Walter.

### Épisode 5:Alter Ego
- États-Unis /  Canada : 1er février 2019 sur NBC / Global
- France : 28 mai 2019 sur TF1
- Belgique : 30 septembre 2021 sur Club RTL

- États-Unis : 3,68 millions de téléspectateurs[23] (première diffusion)

- Ken Leung (l'assistant du procureur Michael Sima)
- Becky Ann Baker (la juge Roberta Wilkins)
- Terrence Mann (Harris van Hess)
- Ryan Spahn (Roger Price)
- Tobias Segal (en) (Timothy Peterson)
- Tom Lipinski (Marcus Duncan)
- Yoricho Hariguchi (Deidre Mori)
- James Rees (officier Baldwin)
- Kristina Cole (Helen Litke)

Dans un restaurant, Dembe discute avec un associé de Reddington, Harris van Hess, qui s'inquiète des conséquences de l'arrestation de ce dernier : leurs partenaires d'affaires veulent le désavouer et prennent peur qu'il passe un accord avec les autorités. Dembe le rassure tandis que van Hess décide d'apporter son soutien à Reddington lors d'un vote de défiance le concernant. En rentrant chez lui où il doit dîner avec sa femme et des convives, van Hess a la surprise de les découvrir morts, tués par trois personnes masquées qui lui font boire une boisson empoisonnée qui le tue. Les assassins font exploser la maison avant de quitter les lieux.
Le lendemain, lors de son audience au sujet de l'arme qu'il en avait en possession lors de son arrestation, Reddington demande une suspension à la juge Wilkins afin de donner une nouvelle affaire à Liz et à l'unité spéciale du FBI, ce qu'elle accepte. Liz rend visite à Reddington, qui lui demande d'enquêter sur la mort de van Hess, considérée comme un accident, et pense que cela a un lien avec lui. Peu après, Reddington reçoit la visite de Dembe, autorisé à le voir en tant que conseiller spirituel, et lui donne des instructions concernant l'affaire van Hess. Dembe, quant à lui, supplie son patron et ami de dire la vérité à Liz. Liz et Ressler est chargée par Cooper de se rendre à la lecture du testament de van Hess et apprennent, tout comme les personnes présentes, que van Hess a un fils, Timothy Peterson, auquel il lègue toute sa fortune.
L'enquête de Liz et l'unité suggère que Timothy n'a pas tué son père, dont il ignorait l'identité. Timothy a également découvert qu'il a une demi-sœur, qu'il présente aux agents fédéraux, tout comme le mari de cette dernière et sa petite amie. Au même moment, l'officier Baldwin, qui a arrêté Reddington, arrive au tribunal pour y apporter son témoignage. Lorsque Red contre-interroge Baldwin, ce dernier tente de le déstabiliser et tente de prouver à la cour que le policier l'a arrêté car il a été irrespectueux envers lui et que pour lui, sa fouille était injustifiée. Samar, quant à elle, se renseigne sur l'aphasie, tout en cachant son état à Aram et ses collègues.
Au cours de leur enquête, l'unité spéciale découvre que la petite amie de Timothy, Deidre, a menti sur son identité et pistent son téléphone portable. Liz et Ressler se rendent sur les lieux et découvre que Deidre se marie sous une autre identité avec un autre homme. L'homme révèle aux agents qu'il s'agit d'un faux mariage car ce dernier est homosexuel et ses parents sont traditionalistes, a engagé Deirdre auprès d'une agence nommée Alter Ego, qui loue temporairement les services d'acteurs à des personnes cherchant une figure pour de nombreux services. Au fur et à mesure de leur enquête, Liz et l'unité découvrent notamment que la demi-sœur de Timothy et le mari de cette dernière sont aussi des employés d'Alter Ego, qui se sont associés avec Deirdre pour s'emparer de la fortune de Timothy en l'assassinant. Liz et Ressler retrouvent la trace de Timothy dans un hôtel et parviennent à arrêter Deirdre et ses complices. Alors que Liz parle avec Timothy, Dembe débarque et demande à parler au jeune homme, expliquant que la personne qui lui a sauvé la vie a besoin d'un service, voter en faveur de Reddington depuis qu'il a hérité de son père. Timothy accepte.
Pendant ce temps au tribunal, Reddington apprend qu'il existe un enregistrement du coup de fil anonyme à la police le dénonçant et demande à la cour de l'entendre. Wilkins refuse mais cette dernière décide l'écouter seule. Alors que Reddington tente de démolir la preuve de l'arme, se reprochant toutefois d'avoir été désagréable avec Baldwin, Wilkins ne statue pas en faveur de Reddington, qui a perdu son accord d'immunité et risque une condamnation à mort dans les jours à venir. 

### Épisode 6:L'Éthicien
- États-Unis /  Canada : 8 février 2019 sur NBC / Global
- France : 29 mai 2019 sur TF1
- Belgique : 30 septembre 2021 sur Club RTL

- États-Unis : 4,24 millions de téléspectateurs[24] (première diffusion)

- Lisa Gay Hamilton (le docteur Grey)
- Fiona Dourif (Jennifer Reddington / Lillian Roth)
- Ken Leung (l'assistant du procureur Michael Sima)
- Becky Ann Baker (Juge Roberta Wilkins)
- Frank Wood (Gerald Klepper)
- Daniel Cosgrove (Digby Tamerlane)
- P.J. Marshall (Atticus Rodrick)
- Joe Lisi (le détective privé)

Après avoir fait perdre à Reddington son accord d'immunité, Michael Sima envisage de le poursuivre pour trahison au nom des États-Unis. Le « médiateur du crime » dépose une requête pour obtenir une évaluation psychiatrique pour évaluer sa santé mentale. La juge accepte et est envoyé dans un centre médical fédéral du Missouri. Il révèle à Liz qu'il doit s'y rendre afin de rencontrer une personne qui pourrait l'aider. Liz et Jennifer se saisissent de l'occasion pour essayer de retrouver Gerald Klepper. Liz met l'unité spéciale sur la piste de Klepper, en mentant sur son objectif en lui faisant croire que c'est Reddington qui l'a donné le nom sur sa liste. L'unité spéciale découvre que Klepper a tué dix-sept patients et a réussi à s'échapper en changeant d'apparence avec l'aide de Koehler. 
Klepper fait chanter le fondateur d'une importante entreprise, Digby Tamerlane, qui a tué accidentellement avec sa voiture une fillette à vélo. Ce dernier affirme vouloir l'aider en se débarrassant du seul témoin l'avoir vu cacher le corps de la fillette dans le coffre avant de le cacher dans les buissons, selon des critères de valeurs humaines consistant à garder en vie quiconque déterminé ou susceptible d'apporter une contribution plus précieuse au monde est celui qui vit, tandis que l'autre meurt. Tamerlane accepte, tandis que Klepper lui demande de créer une usine à Détroit plutôt qu'en Malaisie comme prévu.
En cherchant une piste, Aram découvre que Klepper était sous dialyse avant son opération et remonte jusqu'à la nouvelle identité de Klepper, Cameron Morella, et qu'il se trouve dans un hôtel à Washington. Liz et Ressler s'y rendent mais apprennent que le témoin de l'accident de Tamerlane, présente dans l'établissement, a été retrouvée morte, tuée par Klepper, qui a maquillé le crime en accident.
Parallèlement, au centre médical, Reddington fait la connaissance du docteur Grey, chargée de son évaluation psychiatrique. Selon elle, Red mène une double vie, prétendant être quelqu'un qu'il n'est pas. Par la suite, il retrouve Atticus, une vieille connaissance qu'il voulait retrouver mais ce dernier, très agressif, est constamment sous tranquillisants et est incapable de le reconnaître et de le répondre. Afin de le sevrer, Reddington remplace subrepticement les cachets par des bonbons. Atticus émerge et le reconnait, tandis que Reddington lui demande où se trouve son collègue, sans obtenir de réponse. Il retente sa chance plus tard, mais Atticus, pris d'une crise de folie, s'en prend au docteur Grey, venue pour s'entretenir avec Reddington. Le médecin est sauvé par Red et les gardiens.
Tamerlane est arrêté et interrogée par Liz. Ce dernier lui avoue ce qu'il sait à propos de Klepper et lui fournit son numéro de portable. L'agent transmet le numéro à Ressler, mais il s'avère qu'elle lui a fourni un faux, tandis qu'elle transmet le vrai à Jennifer. Liz se lance à la poursuite de Klepper, qu'elle retrouve sans mal, et prétexte auprès de Ressler qu'elle va voir Reddington seule. Menaçant Klepper avec son arme, Liz, bientôt rejoint par Jennifer, tente de soutirer au médecin des informations sur Reddington, mais ce dernier affirme aux deux jeunes femmes qu'il ne le connaît pas, mais leur donne l'identité de l'infirmière qui connaît les patients de Koehler, Marguerite Renard. Mais Liz et sa demi-sœur doivent partir au plus vite, Ressler informe sa collègue qu'Aram a réussi à localiser Klepper. Klepper demande à Liz de lui donner son revolver caché dans un meuble après avoir donné le nom de Renard afin de se suicider. Liz accepte mais Jennifer, choquée, doit attendre dans la voiture. Les deux jeunes femmes partent des lieux avant l'arrivée du FBI, laissant le médecin derrière elles. 
Lorsque Ressler, accompagnée de Samar, arrive, il est trop tard : Klepper s'est donné la mort. Au QG de l'unité, Ressler retrouve Liz et comprend que sa collègue lui a menti et que le nom de Klepper était de son initiative et non celle de Reddington. Liz lui promet de s'expliquer sur ses raisons, mais confirme ne pas avoir tué le médecin, simplement qu'elle l'a laissé faire. Ressler décide toutefois de cacher la vérité auprès de Cooper.  Au centre médical, Reddington réussit à soutirer à Atticus un semblant d'information : l'homme qu'il recherche va certainement trouver de l'aide pour un assassinat auprès du Général Shiro. Red ne semble pas connaître ce nom. Parallèlement, inquiète du comportement de Liz, Jennifer se résout malgré tout à l'aider à retrouver la trace de Marguerite Renard.

### Épisode 7:Général Shiro
- États-Unis /  Canada : 15 février 2019 sur NBC / Global
- France : 4 juin 2019 sur TF1
- Belgique : 7 octobre 2021 sur Club RTL

- Histoire : Jonathan Shapiro et Lukas Reiter
- Adaptation : Jonathan Shapiro

- États-Unis : 3,59 millions de téléspectateurs[25] (première diffusion)
- France : 915 000 téléspectateurs[26] (première diffusion)

- Clark Middleton (Glen Carter)
- Ken Leung (l'assistant du procureur Michael Sima)
- Becky Ann Baker (Juge Roberta Wilkins)
- Mark Linn-Baker (Jonathan Nikkila)
- David Berman (le docteur Maguire)
- Richard Toth (Principal Maxwell)

Pris d'une énorme toux à son réveil, Bob Lockemy, président d'une entreprise de biotechnologie, est emmené aux urgences après qu'un coléoptère est sorti de sa bouchée, mais lorsque les médecins coupent la trachée pour lui enlever ce qui l'obstrue, plusieurs coléoptères en sortent.
Liz retrouve Reddington dans sa cellule et la met sur une affaire et le nouveau nom de la liste, qui le nomme Général Shiro. Mais Liz pense qu'il utilise l'unité pour son propre compte et refuse de lui dire pourquoi, ce que Red acquiesce. Voulant à tout prix à éviter une condamnation à mort et ayant été trahi par un proche, Reddington préfère rester discret auprès de la jeune femme, comparant à nouveau Liz à sa mère. Liz présente le cas du nouveau nom de la liste, surnommé d'après Shirō Ishii, général de l'armée japonaise qui durant la Seconde Guerre mondiale ayant commis de crimes de guerre en donnant naissance à des insectes porteurs de la peste bubonique responsables de la mort de milliers de Chinois. L'unité découvre d'autres cas similaires, tels un avocat en brevets et un fabricant de produits chimiques. Avec Ressler, Liz se rend chez le médecin légiste et leur apprend que Lockemy ait été tué par les coléoptères et que les restes de larves dans la muqueuse de son estomac suggèrent qu'il les avait ingérés en premier, ce qui veut dire que les insectes ont réussi à survivre dans l'estomac avant de migrer dans les bronches. Le docteur Maguire leur suggère de rencontrer un entomologiste, le docteur Jonathan Nikkila, qui travaille dans l'entreprise de Lockemy, qui leur révèle que les insectes ont été génétiquement modifiés.
Parallèlement, Reddington et Sima doivent sélectionner un jury et Wilkins rappelle le premier à l'ordre et lui demande de réduire le nombre de ses questions aux futurs jurés. Voulant avoir un des jurés dans sa poche et comprenant qu'ils sont sélectionnés d'après les registres des électeurs inscrits, l'IRS et le département des véhicules à moteur, Reddington charge Dembe de le trouver avec l'aide de Glen, qui travaille justement dans le département des véhicules.
Pendant ce temps, l'unité spéciale découvre une piste concernant les trois victimes : un pesticide créé par Nikkila pour tuer les insectes infectés par la maladie qui proviennent d’eau stagnante laissée par les ouragans, mais sa puissance lui valut de ne pas être approuvé. L'unité découvre également que Lockemy faisait pression au Congrès pour faire approuver le pesticide et qu'il a rencontré une environnementaliste pouvant l'aider. Samar et Aram découvrent une autre piste les conduisant au local du Général Shiro, qui n'est pas présent, tandis que Liz et Ressler se rendent chez l'interlocuteur de Lockemy, qui est retrouvé tué par les insectes. S’interrogeant sur le décès de l'environnementaliste, Liz et ses collègues vont comprendre que la société de Lockemy le payait pour soutenir la légalisation du pesticide au cours d'une réunion qui a lieu au Comité de l’énergie et du commerce. Pensant que Nikkila, principal témoin de la réunion, soit la prochaine cible, Liz et Ressler s'y rendent mais découvrent que Nikkila est Général Shiro et qu'il a tué pour prouver que son produit aide à la survie des insectes en leur donnant la possibilité de se défendre pour le bien de la planète. Pour appuyer son point de vue, il a même infecté le président du comité qui décédera plus tard. Nikkila est arrêté et emmené au QG de l'unité. Au moment où elle l'interroge, Samar comprend que Nikkila s'est auto-infecté, car ayant compris que son destin est scellé. Samar sort vite de la salle d'interrogatoire et assiste impuissant, avec Aram, à la mort de Nikkila.
Lors de la sélection des jurés, Reddington a la surprise de voir débarquer Glen dans la salle, qui est accepté brièvement comme juré avant d'être récusé du fait d'avoir révélé involontairement avoir été condamné. Lors d'une visite de Dembe, Red, désespéré et furieux, appelle Glen. Dembe tente de remonter le moral à son ami, lui rappelant qu'ils ont réussi à se sortir de situations plus risquées. Dans sa cellule, Red reçoit la visite de Cooper, qui lui offre un cigare. 

### Épisode 8:Marko Jankowics
- États-Unis : 22 février 2019 sur NBC
- Canada : 24 février 2019 sur Global
- France : 5 juin 2019 sur TF1
- Belgique : 7 octobre 2021 sur Club RTL

- États-Unis : 4,34 millions de téléspectateurs[27] (première diffusion)
- France : 504 000 téléspectateurs[26] (première diffusion)

- Fiona Dourif (Lillian Roth / Jennifer Reddington)
- Arnold Vosloo (Marko Janowics)
- Coy Stewart (Vontae)
- Lusia Strus (Marguerite Renard)
- Charlotte Schweiger (Alexandra Ivers)
- Christina Bennett Lind (Hannah)
- Jon Rua (Oscar Sandoval)

Le directeur de la prison dans laquelle Reddington est incarcéré lui demande de l'aider à jouer les médiateurs entre deux gangs rivaux afin d'éviter une émeute. Mais ce dernier décline la proposition, préférant se préparer à son procès. Déçu de son refus, le directeur décide de lui enlever ses maigres aménagements dans sa cellule.
Liz, quant à elle, retrouve Jennifer et lui annonce qu'elle a retrouvé la trace de l'infirmière de Koehler, Marguerite Renard, qui serait susceptible de lui donner la véritable identité de l'imposteur qui se fait passer pour Reddington. Déterminée, Liz décide d'enlever Renard, bien que l'idée n'enchante guère sa demi-sœur, qui se résout malgré tout à l'aider. Le soir venu, Liz force Renard à monter dans une camionnette volée. Alors que le plan des deux jeunes femmes semblent se dérouler sans problème, leur véhicule est arrêté par un SUV dans lequel sortent deux hommes armées qui font feu sur elles. Si Liz réussit à abattre l'un des deux hommes, elle ne peut empêcher Renard être embarqué par l'autre personne, qui a pris Jennifer en otage dans sa fuite. Liz se rend chez Ressler pour lui demander de l'aide. Ce dernier, en galante compagnie, accepte. Dans le couloir de l'appartement de Ressler, Liz explique à son collègue et ami qu'elle a abattu un homme dans une fourgonnette volée, que celui qu'il connaît comme étant Reddington est un imposteur et qu'il risque une condamnation à mort par sa faute. Ressler relève une empreinte sur l'homme tué par Liz et découvre qu'il travaille pour Marko Jankowics, un trafiquant de drogue connu sous le nom de Sarkany, spécialisé dans la création de purs cristaux de LSD qui valent une fortune au gramme qui utilise des jeunes femmes comme mules pour transporter la drogue d'un pays à un autre. Renard se révèle être la petite amie de Jankowics, qui retient Jennifer prisonnière. Jankowics pense que Jennifer est un agent de la DEA, mais cette dernière, qui a subi de nombreux coups au visage, révèle qu'elle voulait avoir des informations sur Reddington de la bouche de Renard car elle a travaillé comme infirmière pour Koehler.
Au vu de la situation, Ressler suggère à Liz d'aller voir Reddington pour obtenir des informations sur Jankowics. Ressler affirme que bien qu'il n'est pas son père, Reddington tient à elle. Liz se rend en prison pour le voir et l'informe de l'enlèvement de Jennifer sans lui parler de ses recherches sur sa véritable identité en lui mentant sur certains détails. Surpris, Reddington apporte son aide à Liz et décide finalement d'accepter l'offre de médiation du directeur. Grâce aux informations d'Oscar Sandoval, membre d'un gang avec lequel il est en difficulté, et en échange de sa sécurité, Reddington apprend que Jankowics vit dans une maison à Federal Hill avec Renard. Reconnaissant le nom de l'infirmière, Red appelle Dembe, occupé à retrouver l'homme qui peut lui éviter l'injection létale mais aussi la toxine qui peut lui servir pour influencer le gouvernement contre sa libération, sur son portable et lui raconte que Liz sait tout sur son imposture et qu'elle est à la recherche de Renard. Le médiateur du crime lui donne l'information en premier pour aller l'intercepter. Dembe doit faire au plus vite car il va également donner l'information à Liz afin de libérer Jennifer.
Grâce aux informations de l'informateur de Red en prison, Liz retrouve la trace de la nouvelle mule de Jankowics à l'aéroport de Washington, qu'elle arrête avec Ressler. Ce dernier l'emmène dans son appartement pour interrogatoire, durant laquelle Hannah, la petite amie de Ressler débarque à l'improviste. Incertaine du caractère légal de cette situation, cette dernière quitte les lieux et le quittera plus tard. La mule, Alexandra, se sent mal et comprend qu'elle fait une overdose car la poche dans son ventre contenant la drogue s'est ouverte. Les deux agents tentent de sauver Alexandra en retirant la poche pleine de LSD, en vain. 
Alors qu'il confronte Renard au sujet de son passé avec Koehler, Jankowics craignant que le FBI est à ses trousses, est contacté par Ressler via le téléphone d'Alexandra afin d'échanger Jennifer contre sa marchandise. Profitant d'être seule avec Renard, Jennifer, ligotée et dans un sale état, l'interroge sur Reddington. Mais Renard n'a parlé avec Reddington ni avec la femme russe qui l'a amené, Jennifer en déduit qu'il s'agit de Katarina Rostova. Jankowics se rend au lieu de rendez-vous de Liz et Ressler et délivre Jennifer. Liz et Ressler abattent Jankowics et ses sbires lorsque ce dernier tente de se débarrasser d'eux. Jennifer mène sa demi-soeur et son collègue à la maison où elle se trouvait, mais aucune trace de Renard, qui a été emmené par Dembe sur ordre de Reddington. Bouleversée, Jennifer décide de ne pas continuer d'aider Liz dans sa quête de vérité. Avant de la quitter, Jennifer révèle que Katarina a orchestré l'opération de Red.
- Harry Lennix et Mozhan Marnò n'apparaissent pas dans cet épisode.
- Il fait référence à Alter Ego, cinquième épisode de la sixième saison.

### Épisode 9:Le Ministre D
- États-Unis : 22 février 2019 sur NBC
- Canada : 24 février 2019 sur Global
- France : 11 juin 2019 sur TF1
- Belgique : 14 octobre 2021 sur Club RTL

- États-Unis : 3,97 millions de téléspectateurs[27] (première diffusion)

- Ken Leung (Michael Sima)
- Becky Ann Baker (la juge Roberta Wilkins)
- Stephen Spinella (Jordan Loving)
- Cliff Bemis (Lawton Nuss)

Du fond de sa cellule, Reddington est au téléphone avec Dembe, qui lui fait écouter l'enregistrement de l'appel à la police qui lui a permis de l'envoyer en prison. Bien que suspectant Liz d'être à l'origine de son arrestation, la voix de la femme lui est inconnue. Reddington demande à son allié de continuer ses recherches sur la personne qui l'a dénoncé ainsi que de prendre contact avec l'unité spéciale pour leur mettre sur la piste d'un nouveau nom sur sa liste. Peu après, Liz rend visite à Reddington, qui le met sur la piste urgente d'un certain Ministre D, une personne qui est mesure de prouver son innocence du motif de trahison pour lequel il est jugé. Liz met ses collègues au courant de cette nouvelle affaire : le ministre D est un maître chanteur rassemblant des informations afin d'extorquer de l'argent. Reddington leur met sur la piste d'une connaissance qui a eu affaire au ministre D. Samar pense que le « médiateur du crime » leur a offert cette affaire pour faire pression sur un juré, ce que Ressler, seul de l'équipe au courant de l'imposture de Reddington, en doute. Une piste mène l'équipe du FBI sur un système d'écoute téléphonique.
Pendant ce temps, Reddington est de nouveau au tribunal pour être jugé pour trahison et demande un report à la juge Wilkins afin que l'unité lui permet d'obtenir la preuve pouvant le disculper de chef d'inculpation, ce que Wilkins refuse, arguant qu'il aurait pu accepter une peine de prison à vie que Sima l'a proposé plutôt que d'affronter le couloir de la mort. En étudiant la piste du système d'écoute, Aram découvre la fausse identité du ministre D et la maison où il vit. Lorsque le FBI se rend sur les lieux, le local est vide, hormis des enregistrements sur cassettes audio. Au même moment, Sima se présente au QG de l'unité spéciale et appelle Ressler à témoigner au procès de Reddington, vu qu'il était le chef de l'unité de la traque de Reddington avant qu'il ne se rende au FBI, tout en lui affirmant qu'il ne lui fait pas confiance et le menace en cas de parjure. Parallèlement, Dembe cherche toujours la personne ayant passé le coup de fil anonyme à la police, jusqu'à ce qu'une sans-abri se présente devant lui. Cette dernière lui apprend qu'une jeune femme l'a payé pour le faire. Quand Dembe lui montre la photo de Liz, cette dernière, de manière catégorique, lui dit qu'il ne s'agit pas d'elle.
Liz s'inquiète pour Ressler, mais ce dernier lui dit que tout ira bien. Aram va voir Samar, enfermée dans son bureau dans le noir à cause de migraines causées par son aphasie, et lui parle de Peter DeReamer, la dernière victime du maître-chanteur grâce au ruban de la machine à écrire du ministre D. Liz et Samar se rendent chez DeReamer pour l'arrêter du meurtre de sa femme afin de toucher l'assurance vie et fuir avec sa maîtresse, également sur les lieux, mais alors qu'il s'apprête à fuir et qu'il est poursuivi par Samar, DeReamer se tue accidentellement. 
Au tribunal, Ressler relate les événements ayant conduits Reddington à être accusé de trahison et se parjure quand Sima lui demande si Reddington est dans la salle, cachant la vérité que Liz et lui connaît. Reddington le contre-interroge tout en évoquant le nom de Katarina Rostova et qu'elle l'aurait piégé. Liz et Samar parviennent à arrêter le ministre D en essayant de récupérer l'argent extorqué à DeReamer via la maîtresse de ce dernier. Le procès étant suspendu quinze minutes par la juge Wilkins car Reddington ne suit pas ses règles selon elle, ce dernier reçoit la visite de Cooper, qui lui apprend l'arrestation du ministre D, un certain Jordan Loving. Red demande à Cooper de retrouver un enregistrement du 7 décembre 1990, qui pourrait le disculper de trahison. Loving  est un ingénieur militaire à la retraite disparu d'un hôpital quatre jours après avoir réalisé l'enregistrement, car il fut admis avec des brûlures graves après qu'une explosion à son domicile l’ait blessé et ait tué un homme identifié comme étant Zachary Tempkin.
Le procès reprend et Wilkins accepte de laisser Reddington se défendre seul. Red témoigne à la barre et raconte l'histoire d'amour entre le vrai Reddington et Katarina Rostova, tout en omettant être un imposteur. La cassette est finalement découverte et Liz découvre que Katarina a piégé le vrai Red avec l'aide d'Alan Fitch pour le faire passer pour un traître après avoir été découvert la connivence de cette dernière avec la Cabale. Une copie de l'enregistrement est rapporté à la cour par Ressler et est présentée comme preuve. Liz comprend alors l'origine des brûlures sur le visage de Loving, à savoir sa mère, qui lui a pris quelqu'un qu'il aimait tout comme elle l'a fait pour elle mais grâce à lui, elle retrouve cette personne. Le juré déclare Red non coupable de trahison, mais Sima en profite pour annoncer qu'il doit être jugé pour d'autres chefs d'inculpation. En colère contre sa mère mais soulagée, Liz retrouve Red dans sa cellule, lui demande de ne pas juger Katarina trop sévèrement : elle lui rappelle qu'elle a grandi en pensant que son père était un traître. Mais Liz lui dit qu'elle connaît « une » vérité. 

### Épisode 10:Le Cryptobanquier
- États-Unis /  Canada : 8 mars 2019 sur NBC / Global
- France : 12 juin 2019 sur TF1
- Belgique : 14 octobre 2021 sur Club RTL

- États-Unis : 3,82 millions de téléspectateurs[28] (première diffusion)

- Ken Leung (Michael Sima)
- Becky Ann Baker (la juge Roberta Wilkins)
- Coy Stewart (Vontae Jones)
- Korey Jackson (Matt Pierson)
- David Gautreaux (Foley)
- Chris Petrovski (Oleg Gromov)
- Mia Mei Williamson (Jamie Pierson)
- Javier Molina (Vega)

Au réfectoire de la prison, Reddington fait part à Vontae et un autre co-détenu allié, Vega, qu'il compte s'évader dans deux mois. Plus tard, il reçoit la visite de Liz et le met sur la piste du Cryptobanquier, spécialisé dans le blanchiment d'argent sale acquis en bitcoin par des criminels. Au fur et à mesure de l'enquête, l'unité spéciale découvre que le criminel fait chanter Matt Pierson, directeur d'une société de fabrication d'implants cardiaques, en s'en prenant à sa fille, atteinte d’arythmie cardiaque et en possession d'un pacemaker, s'il refuse de céder à son chantage. Aram se rend chez les Pierson et aide Matt à déconnecter son pacemaker via une cage de Faraday. Mais le stratagème est découvert et maintenant un grand nombre de patients ayant un implant créé par Pierson sont menacés de mort. 
Pendant ce temps au tribunal, Reddington décide d'accepter de plaider coupable pour tous les chefs d'accusation le concernant, afin d'empêcher Sima, qui voulait révéler l'accord d'immunité qu'il a passé, de s'en prendre à l'unité spéciale pour les protéger. Le procès voit aussi défiler des témoins venus charger Reddington. En prison, Reddington demande à ses deux acolytes de trouver des objets, car ses projets d'évasion ont été avancées. Une piste concernant le Cryptobanquier mène l'unité du FBI à un certain Oleg Gromov, qui a acheté un stimulateur cardiaque mais ne l’a jamais fait installer, tout en payant des frais mensuels à l'entreprise de Pierson pour obtenir des mises à jour sur son moniteur à domicile. Repéré par l'unité du FBI dans un café, Grimov s'enfuit mais est abattu par le Cryptobanquier d'une balle dans la tête. Souhaitant témoigner en faveur de Reddington, Liz se rend au tribunal et affirme qu'il est un homme bon malgré les actes terribles qu'il a commis. Elle demande au jury d'être indulgent. Au même moment, Pierson paye la rançon mais n'a pas reçu le code qui permettra de sauver les patients ayant l'implant cardiaque. Le corps de Grumov est retrouvé mais son ordinateur a été volé par le Cryptobanquier. Néanmoins, la trace du criminel est retrouvée grâce à l'activation de l'ordinateur. Le Cryptobanquier est arrêté par Aram, Samar et Ressler et parviennent à envoyer le code à Pierson à temps, sauvant ainsi les patients. 
Reddington met à exécution son évasion, en se faisant passer pour le directeur, mais Liz, inquiète du comportement de Reddington au tribunal, se rend en prison, et comprend que ce dernier a prévu de s'évader en hélicoptère avec Dembe. Mais l'opération échoue et Red est arrêté, Dembe fait demi-tour avec l'hélicoptère. En parlant avec Red, conduit au tribunal pour apprendre le verdict, Liz l'aurait laissé s'évader si elle l'avait su. Afin d'avoir un moyen de pression pour obtenir un nouvel accord d'immunité, Red insiste auprès de la jeune femme de retrouver la personne qui a prévu de fomenter un complot sur le sol américain et ayant eu affaire au Cryptobanquier. Red remercie Liz du témoignage qu'elle a fait au tribunal. 

### Épisode 11:Bastien Moreau -1repartie
- États-Unis /  Canada : 15 mars 2019 sur NBC / Global
- France : 12 juin 2019 sur TF1
- Belgique : 21 octobre 2021 sur Club RTL

- États-Unis : 3,36 millions de téléspectateurs[29] (première diffusion)

- Christophe Lambert (Bastien Moreau)
- Jennifer Ferrin (Anna McMahon)
- Deirdre Lovejoy (Cynthia Panabaker)
- Benito Martinez (le président Robert Diaz)
- Stephen Plunkett (Jonas Kruger)
- Roxanne Hart (Ava Ziegler)
- Michael Xavier (Christopher Miles)

Le terroriste Bastien Moreau, dit « Le Corse », a une conversation avec la femme qui l'avait embauché pour l'attentat aux Nations unies. Inquiète que le plan ait échoué, Moreau le rassure en lui affirmant que les deux prochaines missions sont en cours. L'interlocutrice de Moreau se rend à la Maison-Blanche : il s'avère qu'il s'agit d'Anna McMahon, conseillère du président Robert Diaz travaillant au département de la Justice. Au même moment, en regardant le journal télévisé relatant la future exécution de Reddington, Aram renverse accidentellement du café sur le téléphone de Samar et découvre un message d'un orthophoniste qui l'inquiète. Samar lui révèle qu'elle est sujette à des troubles importants de la mémoire après avoir survécu à la noyade quand elle a été enlevée par Lawrence Devlin, mais que les séquelles sont irréversibles. 
Au pénitencier fédéral de Terre Haute, dans l'Indiana, Cooper rend visite à Reddington et lui assure son soutien et lui annonce qu'il compte bien demander au président lui-même de commuter son exécution. Red a un autre plan consistant à dévoiler le complot afin d'obtenir un nouvel accord d'immunité. Pour l'aider dans cette tâche, Liz et ses collègues doivent voler des informations dans un compte en banque au Luxembourg. Liz explique à Cooper que Red pense que celui-ci pourrait l'amener à la personne qui est au centre de ce complot, mais ce dernier a envoyé l'argent à quelqu'un d'autre via ce compte bancaire situé à Luxembourg. Toutefois, la jeune femme insiste auprès de son patron qu'elle veut se débrouiller seule avec Dembe en raison de l'illégalité de cette mission. Ressler, Samar et Aram décident malgré tout de l'aider, car ils forment une « famille ». Grâce à un subtil stratagème, Liz et l'unité parviennent à voler les informations via le trousseau de clefs du directeur de la banque où est accroché une clé USB.
Cooper se rend à la Maison Blanche afin de plaider la cause de Reddington à Diaz et lui parler du complot, mais McMahon oppose un refus catégorique concernant l'ajournement de l'exécution. L'unité retrouve la trace de la personne a qui appartient le compte et auquel le Cryptobanquier a envoyé de l'argent, un certain Jonas Kruger, officier des renseignements allemand travaillant à l'ambassade de Washington. Au même moment, Reddington parle avec le directeur du pénitencier de ses dernières volontés. Peu après, il entre en visioconférence avec Cooper et McMahon au sujet du complot au cours duquel Ava Ziegler, présidente des services de renseignements fédéraux allemands, sera assassinée afin d'empêcher l'attentat. Mais selon McMahon, qui campe sur ses positions, le FBI se débrouillera sans lui et lui affirme que Reddington n'obtiendra jamais la clémence du président. Après que McMahon ait mis fin à leur conversation, Red discute seul à seul avec Cooper, qui s'excuse de ne pas pouvoir en faire plus, ce que Red comprend.
Dans une chambre d'hôtel, Ziegler reçoit d'un certain Christopher Miles, un agent du MI-6, les preuves d'une machination. Parallèlement, Liz se demande si elle doit assister à l'exécution de Reddington et demande conseil à Ressler, qui lui dit que malgré les mensonges, Reddington tient à elle. Bien qu'hésitante, elle va profiter de l’occasion pour essayer d'obtenir la vérité. Kruger est appréhendé par l'unité. Il avoue avoir reçu une forte somme d'argent pour donner à un homme dont il ne connait pas le nom ses accréditations et l'emploi du temps de Ziegler. Il pense avoir vu un dispositif d'une bombe chez l'inconnu, qui s'avère être Moreau. Liz rend visite à Red et discutent, tandis qu'elle espère obtenir des révélations sur le passé de ce dernier. Ziegler part à un sénateur des preuves de la conspiration apporté par Miles. Pendant ce temps, Moreau prend en otage Miles afin de récupérer le dossier. En réunion avec le président Diaz, Cooper apprend au téléphone par Ressler que Ziegler est sous protection et qu'elle va être amenée en lieu sûr. Toutefois, Ziegler est pris d'une toux avant de succomber, tuée par des insectes modifiés par Nikkila, alias Général Shiro. Après l'avoir entendu parler avec émotion de sa mère, Liz décide de ne plus savoir la vérité sur le passé de Red et lui dit qu'elle tient à lui.
- Christophe Lambert et Roxanne Hart ont déjà joués ensemble dans Highlander. Toutefois dans cet épisode, ils n'ont aucune scène commune.
- Dans cet épisode, Samar Navabi (Mozhan Marnò) a quelques lignes de dialogues en français dans la version originale quand l'unité du FBI se rend au Luxembourg. Ce n'est pas la première fois puisqu'elle avait déjà eu quelques lignes de dialogues en français dans l'épisode Zarak Mosadek (18e épisode de la saison 5). Toutefois, dans le doublage français de la scène en question, c'est Liz (Megan Boone) qui parle dans une langue étrangère, à savoir l'italien.

### Épisode 12:Bastien Moreau -2epartie
- États-Unis /  Canada : 22 mars 2019 sur NBC / Global
- France : 18 juin 2019 sur TF1
- Belgique : 22 octobre 2021 sur Club RTL

- États-Unis : 4,18 millions de téléspectateurs[30] (première diffusion)
- France : 1,11 million de téléspectateurs[31] (première diffusion)

- Christophe Lambert (Bastien Moreau)
- Jennifer Ferrin (Anna McMahon)
- Benito Martinez (le président Diaz)
- Ben Horner (Sandquist)
- Michael Xavier (Christopher Miles)
- Tommy Shrider (Marty Sapperstein)

Cooper se rend à la Maison-Blanche pour rencontrer le président Diaz, qui a ignoré les avertissements de Reddington, ce qui a coûté la vie à Ava Ziegler. Cooper menace alors le président de dire aux services de renseignement allemands que le chef d'État était au courant de la menace sur la vie de Ziegler et qu'il n'a rien fait pour l'en empêcher. Pendant ce temps dans la salle d'exécution de la prison de Terre-Haute, alors que Reddington se prépare à être exécuté, le téléphone sonne : le président a décidé d'annuler l'exécution à la suite des menaces de Cooper. Liz, présente à Terre-Haute, annonce la bonne nouvelle à Ressler et ses collègues par téléphone et comprend que c'est Cooper qui en est à l'origine. À la Maison-Blanche, Cooper est bientôt rejoint par Anna McMahon afin d'entrer en communication via vidéo-conférence avec Reddington, qui n'apprécie pas cette dernière. La conseillère du président et membre du département de la Justice n'a cure des remontrances du « médiateur du crime » et lui annonce qu'en échange du rétablissement de son accord d'immunité, il a quarante-huit heures pour retrouver l'assassin de Ziegler. Reddington doit également porter un bracelet électronique afin qu'il soit localisable par Cooper, mais surtout par McMahon. 
Liz et Dembe accueillent Reddington à sa sortie de prison. Reddington et l'unité du FBI comprennent que l'assassinat de Ziegler est l'œuvre de Bastien Moreau. Les affaires de l'unité menées entre l'arrestation et le procès de Reddington sont reliés entre elles. En consultant la liste des cibles potentielles de Moreau, Reddington retrouve le nom de Christopher Miles, l'ex-agent du MI-6 qui est en possession du dossier concernant le complot. Toutefois, Miles est déjà entre les mains du « Corse » et est conduit à l'endroit où se trouve l'unique copie du dossier, qui se trouve sur une clé USB. Grâce à un contact, Reddington apprend l'adresse de Miles, qu'il transmet aussitôt à l'unité, tandis qu'il prend du bon temps avec Dembe. Pendant ce temps, McMahon est contacté par Moreau, qui l'informe avoir le dossier mais doit s'assurer qu'il n'existe aucune copie. McMahon lui apprend également que Reddington est à ses trousses et lui demande de s'en débarrasser après lui avoir donne son emplacement grâce au bracelet électronique. 
Samar et Ressler se rendent avec le SWAT à l'adresse de Miles et l'équipe se scinde en deux pour faciliter les recherches. Mais Samar est pris d'un malaise consécutif à son aphasie et tente malgré tout de faire son travail. Elle retrouve Miles pris en otage par Moreau, mais elle ne peut empêcher le terroriste de tirer sur Miles avant de prendre la fuite. Avant de mourir dans les bras de Samar, Miles lui donne le mot de passe de la clé USB : Foxglove. Peu après, Moreau se rend dans un restaurant où se trouve Red, informé du destin de Miles ainsi que du mot de passe de la clé au téléphone par Liz. Reddington comprend vite que Moreau l'a retrouvé grâce à McMahon via son bracelet électronique. Connaissant les objectifs nationalistes de Moreau, Reddington lui révèle qu'il a été trompé par McMahon. Red donne le mot de passe à Moreau, celui-ci regarde le dossier et s'aperçoit que Red a raison et qu'il a bien été manipulé. Moreau laisse Reddington en vie mais garde la clé USB avec lui. Red contacte Liz et l'informe que McMahon est la prochaine cible de Moreau. Au même moment, Aram s'inquiète à propos de Samar, qui est injoignable après le raid chez Christopher Miles.
Sandquist, garde du corps et homme de main du président, discute avec son patron et l'informe que Red et Moreau se sont rencontrés et s'inquiète que le « Corse » a laissé le « médiateur du crime » en vie. Moreau a laissé la clé USB dans une consigne et observe une coursière engagée par McMahon la récupérer afin qu'elle le mène vers elle. Moreau attend McMahon chez elle et s'apprête à la tuer pour lui avoir menti, quand Liz et Ressler se rendent chez elle pour appréhender Moreau, qui parvient à fuir. Après avoir caché la clé USB dans le sac à dos d'un jeune garçon, Moreau est arrêté par les deux agents du FBI, mais le terroriste est abattu d'une balle dans la tête par Sandquist. Aram retrouve Samar sur le toit du Bureau de Poste et lui annonce la nouvelle. Mais Samar peine à se réjouir et annonce à son petit ami qu'elle va parler à Cooper après lui avoir parlé de son malaise. McMahon se retrouve dans le bureau de Cooper afin de signer le nouvel accord d'immunité de Reddington. L'accord est semblable au précédent, mais McMahon a ajouté quelques points impliquant que Reddington ne doit pas commettre de crimes et que l'accord ne doit pas être divulgué. Cooper s'assure qu'une des conditions de l'accord, la libération conditionnelle de Vontae, le protégé de Red, soit respecté. Elle lui annonce également qu'elle va superviser l'unité spéciale, ce qui ravit Cooper qui, d'un ton sarcastique, lui dit que le taux de mortalité des personnes ayant précédemment occupé ce poste est élevé. Afin de cacher le nouvel accord, une fausse information est diffusée aux journaux télévisés disant que Reddington est parvenu à s'évader.
Reddington rejoint Liz et l'unité au Bureau de Poste et leur explique les motivations de Moreau pour abattre McMahon. Bien que n'ayant aucune précision sur le complot, Reddington comprend que McMahon en sait davantage. Au même moment, McMahon dit au président que le dossier est introuvable mais que sa position lui permettra de surveiller l'unité en temps réel. Reddington et l'unité, quant à eux, doivent être plus prudents et faire de la désinformation s'ils veulent découvrir la vraie nature du complot. Ressler prend Liz en aparté et lui demande pourquoi  elle n'a rien demandé à Red concernant sa véritable identité, la jeune femme lui répond qu'elle a décidé de ne pas le faire et qu'elle laisse tomber en espérant qu'il fasse de même.
- Avec cet épisode, c'est la première fois dans la série que trois épisodes sont nommés d'après un seul nom de la liste de Reddington, à savoir Bastien Moreau, surnommé « Le Corse ».
- Bien que totalement myope, qui ne lui permet pas porter de lentilles de contacts et que ses lunettes sont trop épaisses pour représenter un héros d'action, Christophe Lambert arrive à se souvenir de chaque mouvement qu'il est censé faire[32].

### Épisode 13:Robert Vesco
- États-Unis /  Canada : 29 mars 2019 sur NBC / Global
- France : 18 juin 2019 sur TF1
- Belgique : 28 octobre 2021 sur Club RTL

- États-Unis : 4,33 millions de téléspectateurs[33] (première diffusion)
- France : 625 000 téléspectateurs[31] (première diffusion)

- Stacy Keach (Robert Vesco)
- Teddy Coluca (Brimley)
- Oded Fehr (l'agent Shur)
- Coy Stewart (Vontae Jones)
- Clark Middleton (Glen Carter)
- Aida Turturro (Heddie Hawkins)

Après être sorti de prison, Raymond Reddington organise une grande réception à laquelle sont invités ses plus proches collaborateurs, à part Dembe, qui se trouve à La Havane sur insistance de Red afin d'exhumer le corps d'une personne qui se pourrait être son mentor Robert Vesco. En effet, Vesco a appris les ficelles du métier à Reddington avant de l'escroquer et d'être présumé mort depuis plus de dix ans. Mais Reddington a appris, alors qu'il était en prison, la rumeur selon laquelle il est toujours vivant. Avec l'aide de Liz et l'unité, il découvre que le corps de La Havane n'est pas celui de Vesco, mais celui d'un certain Anderson Mount. Liz et Ressler enquêtent et découvrent que Vesco a endossé cette identité et vit depuis en Nouvelle-Écosse. Toutefois, Vesco parvient à leur échapper lorsque les deux agents surveillent les environs de son appartement à l'aide d'un coup de fil anonyme et de la police locale, mais à la surprise de retrouver Reddington, qui s'est servi du FBI pour le traquer. Au même moment, Samar annonce à Liz et Ressler sa démission du FBI et du Mossad, ce qui satisfait Aram afin qu'elle puisse se soigner. La jeune femme doit toutefois passer au détecteur de mensonges pour le Mossad en raison de son niveau d'accréditation et des secrets qu'elle connaît, tandis qu'elle demande à Aram de rien dire à ses collègues à propos de sa démence vasculaire.
Reddington a besoin de Vesco afin de retrouver le trésor d'un bateau disparu dans les années 1700. Vesco a appris que le butin se trouve dans les sous-sols de l'Opéra de la Nouvelle-Orléans. Après un passage avec Vesco à la Bibliothèque du Congrès pour trouver des indices, Reddington décide de mettre au point un plan pour voler le précieux trésor avec l'aide de Glen, Heddie, Vontae, mais aussi Ruddiger, dont son talent pour les explosifs devra servir. Le braquage se déroule avec une extrême minutie mais au moment de faire sortir le mur de la pièce où se trouve le butin, Ruddiger, ivre, est ému par la musique du Barbier de Séville, car il rêvait d'être ténor quand il était jeune. Red prend les choses en main et demande à Glen de faire du bruit pour que la détonation passe inaperçue. Glen se rend sur la scène en pleine représentation et demande aux personnes dans la salle de sortir car un feu s'est déclenché dans la cuisine. L'alarme incendie est également déclenchée, ce qui couvrira le bruit de l'explosion. Le mur détruit, Red et Vesco découvrent les lingots d'or du navire et s'en emparent. Ayant suivi les pistes de Reddington avec Ressler, Liz questionne Glen au sujet du lieu ou se trouve ce dernier, qui a réussi à prendre la fuite en camion avec Vesco. Au téléphone, la jeune femme exige de Red livre Vesco, ce qu'il refuse mais décide de livrer les lingots au FBI en échange de la liberté de son mentor. Alors qu'il ouvre la pièce ou se trouve le camion rempli des lingots, Reddington a la désagréable surprise de voir que Vesco, qui a profité d'un moment d'inattention, l'a doublé une nouvelle fois. Red demande à Liz, hilare, de prendre une photo de lui avec Dembe afin d'immortaliser le fait que Vesco l'a volé à deux reprises.
- Fugitif américain soupçonné d'avoir simulé sa mort en 2007, Robert Vesco a bel et bien existé. Cet épisode s'est fortement inspiré de son histoire.

### Épisode 14:Les Parapluies Osterman
- États-Unis /  Canada : 29 mars 2019 sur NBC / Global
- France : 19 juin 2019 sur TF1
- Belgique : 28 octobre 2021 sur Club RTL

- États-Unis : 4,00 millions de téléspectateurs[33] (première diffusion)
- France : 403 000 téléspectateurs[31] (première diffusion)

- Teddy Coluca (Brimley)
- Oded Fehr (l'agent Shur)
- K. Todd Freeman (Hobbs)
- Danny Burstein (Lansky)

Afin de fêter la nouvelle vie de Samar, Aram a pris quelques jours de congé afin de l'emmener dans un chalet dans les montagnes de Pennsylvanie et de passer du temps avec elle. Pendant ce temps, Liz rend visite à Reddington dans son appartement et est attirée par la photo d'elle petite avec sa mère. Red profite de cet instant pour mettre la jeune femme sur la piste des Parapluies Osterman, un service de tueurs hautement qualifiés engagées par les services de renseignements mondiales pour éliminer des agents accusés de trahison ou compromis d'une autre manière, et lui avoue que Katarina Rostova a été une de leurs cibles quand le KGB a découvert ses liens avec la Cabale. Selon Reddington, l'organisation doit éliminer un agent sur le territoire américain, ce qui permet au FBI d'enquêter. Via un proche travaillant à la CIA, Lansky, qui refuse d'affirmer les dires, Cooper tente d'en savoir plus. Lansky met malgré tout le sous-directeur du FBI sur la piste en lui donnant le numéro d'un contact. Cooper se retrouve en tête à tête avec un certain Hobbs, qui lui affirme qu'aucun agent américain n'est la cible d'Osterman. Red comprend que la cible est un agent étranger. Afin de faire parler Hobbs, Red le fait prendre en otage et utilise les compétences de Brimley. Hobbs ne connaît pas le nom de la cible, mais donne à Reddington l'adresse où se trouve le dossier du nom de l'agent. Liz et Ressler s'y rendent et découvrent à leur grande stupéfaction que la cible est Samar. 
Au même moment, Reddington reçoit des mains de Dembe un traitement médical concocté par le Dr Stark, connu sous le pseudonyme du « Pharmacien » et s'empresse d'en prendre. Tandis que l'unité tente de joindre Samar et Aram via leurs portables, qui passent mal là où ils se trouvent, le couple profite quand le téléphone de leur chalet sonne : une jeune femme, qui se révèle être l'assassin chargé d'éliminer Samar, dit à Aram que sa carte bancaire n'est pas passée, ce qui permet d'éloigner ce dernier. La tueuse se rend dans le chalet de Samar, prétextant vouloir utiliser son téléphone fixe. Toutefois lorsque le téléphone sonne alors qu'elle est soi-disant en communication, Samar comprend et entame une bagarre avec la tueuse, qui meurt après avoir été piquée involontairement avec une bague contenant un poison devant servir pour se débarrasser de l'ex-agent du Mossad. Samar et Aram, qui a découvert les messages sur son portable quand il est allé à l'accueil, quittent les lieux. Reddington rend visite à Levi Shur dans un café et lui demande d'annuler le contrat, ce qu'il refuse et le Mossad a peur qu'elle divulgue des secrets en raison de son état de santé. Shur doit attendre un appel téléphonique qui doit confirmer que Samar a été éliminée. Reddington lui affirme qu'il le tuera si elle est éliminée.
En fuite avec son fiancé, Samar, bien que blessée, s'aperçoit que le Mossad veut l'éliminer et que d'autres tueurs vont débarquer. Le couple se rend dans une planque pour que l'ex-agent prenne un sac contenant des passeports puis dans un hôpital pour soigner la blessure de Samar. Aram comprend que ce qu'il a révélé récemment à Levi Shur a surement tout déclenché. Avant de quitter l'hôpital, Samar et Aram ont été retrouvés par deux assassins. Ne comprenant pas comment ils ont pu les retrouver, Aram se souvient que Levi lui avait donné une carte de visite, qui est muni d'un traceur. Samar le détruit mais sont pris en chasse qui les obligent à fuir à pied. De son côté, Cooper va voir le chef du Mossad à Washington afin de sauver Samar, mais ce dernier lui affirme ne rien savoir et ne peut rien faire. 
- Cet épisode marque le départ de Mozhan Marnò, qui incarnait Samar Navabi depuis la saison 2.
- Le Dr Spalding Stark (de l'épisode 3 de la sixième saison) est cité à deux reprises dans l'épisode quand Red est dans son appartement et quand Dembe remet des médicaments à Red.

### Épisode 15:Olivia Olson
- États-Unis /  Canada : 5 avril 2019 sur NBC / Global
- France : 12 février 2020 sur TF1
- Belgique : 4 novembre 2021 sur Club RTL

- États-Unis : 3,62 millions de téléspectateurs[34] (première diffusion)
- France : 910 000 téléspectateurs[35] (première diffusion)

- Jennifer Ferrin (Anna McMahon)
- Joanna Christie (Olivia Olson)
- Richard Brooks (Mitchell Young)

Dans son appartement de Bethesda, Reddington reçoit la visite de Liz afin de la mettre sur la piste d'Olivia Olson, spécialisée dans le rachat hostile, la fusion et l'acquisition d'organisations criminelles pour des clients criminels. Ce dernier l'informe qu'elle travaille pour Anna McMahon et veut en profiter pour éliminer la concurrence. Liz lui fait part de son inquiétude concernant Aram après le départ de Samar. Liz informe l'unité spéciale des informations concernant Olson, qui pourrait avoir des informations concernant le complot qui implique McMahon et que Reddington lui a donné le lieu de rendez-vous entre Olson et un éventuel client. En surveillance sur les lieux, tandis qu'Aram surveille à distance via les caméras de surveillance et une équipe s'occupe de l'audio pour écouter l'entrevue entre Olson et le client, Ressler fait part à Liz de son étonnement qu'elle accepte cette affaire afin que Reddington puisse s'enrichir, alors qu'il est contre ce principe. 
Peu après, ils sont surpris de la présence de Reddington, accompagné de Dembe, comprenant qu'il s'agit du client d'Olson. À l'entrepôt où a lieu le rendez-vous, Reddington découvre qu'Olson n'est pas présente, mais qu'un ordinateur équipé d'un flux en vidéo en direct qui lui permettra de communiquer avec elle. Reddington tente de pousser Olson à trahir McMahon, ce qu'elle refuse, avant de couper la communication. Aram parvient à tracer le signal pendant la conversation, qui est toutefois en mouvement. Keen et Ressler repèrent le van où se trouve Olson près des lieux et engagent une course-poursuite, mais la criminelle parvient à s'échapper. Au Bureau de Poste, Cooper fait part de sa colère à Red car il voulait garder son enquête sur McMahon secrète, mais Red lui rétorque qu'il veut mettre McMahon au pied du mur afin qu'elle fasse une erreur car ni lui ni l'unité n'ont une piste concernant le complot qui se trame. McMahon débarque peu après au bureau de Cooper et fait part de son mécontentement de ne pas avoir été informée de cette affaire, supposant que le plan de Reddington a fonctionné. Cooper l'informe de l'enquête, mais en omettant ce qui la concerne, et qu'elle sera au courant de la conclusion. Satisfaite, McMahon quitte les lieux sans poser un regard sur Reddington, qui lui la fixe avec insistance.  De son côté, Ressler fait part à nouveau de son mécontentement à Liz concernant l'attitude de Red, ce qu'il acceptait avant de découvrir qu'il n'est qu'un imposteur. Liz lui demande de laisser tomber sa quête. 
L'unité parvient à retrouver la piste du van jusqu'à une société rachetée par Raincloud, une entreprise new-yorkaise spécialisée dans les prises de contrôle hostiles, qui sert de couverture pour les activités d'Olson, ce qui permet au FBI d'obtenir un mandat de perquisition. Au même moment, Liz propose à Aram d'aller boire un verre pour l'aider à surmonter son chagrin. Olson discute avec les cadres de Raincloud, qui cherchent un moyen de faire pression sur un certain Eikendoll. La criminelle leur apprend qu'elle et ses sbires vont s'en prendre à son hôtel qui va être inauguré en commettant un attentat. Liz et Ressler se rendent à Raincloud avec le mandat, mais Olson observe à distance la venue des agents. Liz voit un employé nerveux qui leur avoue que deux étages, soi disant un cabinet d'experts-comptables, n'en est pas un. Ressler et elle se rendent au « cabinet », mais un logiciel efface toutes les données compromettantes des ordinateurs utilisés par Olson et tentent de récupérer ce qui peut être sauvé. 
Parallèlement, Red se rend au Bureau de Poste pour discuter avec Aram, car il sait qu'il lui a volé 60 millions de $. L'agent lui affirme que ce vol est un moyen de pression pour l'emmener vers Samar, quitte à tout plaquer, notamment en laissant des lettres d'adieu à ses collègues. À Raincloud, Liz et Ressler découvrent qu'Olson ne communique via flux vidéo et du projet d'attaque dont ils ignorent la cible. Paniquée, Liz appelle Reddington, à bord de son jet avec Dembe, pour lui expliquer la situation et qu'elle ne parvient pas à joindre Amar, dont elle ignore qu'il est aux côtés de Red. Reddington explique de manière ferme mais amicale à Aram qu'il devra définitivement tourner le dos à sa vie et que le Mossad le surveille afin de le mener à Samar et tente de le faire entendre raison. Alors que Reddington consulte les nouvelles informations du FBI, Aram désire l'aider à clore l'enquête. Au fur et à mesure des indices, l'unité parvient à localiser la cible de l'attaque, l'Alta Hotel, qui organise une collecte de fonds pour la maladie de Parkinson. Bien que le FBI se rend sur les lieux, les agents ne peuvent empêcher l'attaque, qui tue six personnes, mais Ressler parvient à sauver la femme d'Eikendoll. Liz et Ressler arrêtent l'associé d'Olson, qui se trouvait près des lieux, et récupèrent les dossiers de la criminelle qu'il n'a pas réussi à détruire. McMahon débarque au bureau de Cooper. Olson leur a faussé compagnie, mais ses fichiers ont été récupérés et sera données au personnel de McMahon, qui cherche à comprendre pourquoi Red a donné cette affaire à l'unité du FBI. Cooper lui ment en disant qu'il l'ignore tandis que la fonctionnaire du département de la Justice se montre satisfaite. 

### Épisode 16:Dame Fortune
- États-Unis /  Canada : 12 avril 2019 sur NBC / Global
- France : 13 février 2020 sur TF1
- Belgique : 4 novembre 2021 sur Club RTL

- États-Unis : 3,57 millions de téléspectateurs[36] (première diffusion)
- France : 451 000 téléspectateurs[35] (première diffusion)

- Mary Pat Gleason (Agathe Tyche)
- Michael Aronov (Joe « Smokey » Putnum)
- Max Casella (Henry Morris)
- Marsha Stephanie Blake (Janet MacNamara)
- Al Sapienza (Carlo Androssani)
- Raphael Sbarge (Ned Green)

Accompagné de Dembe, Reddington se rend dans un entrepôt où il parvient à résoudre une situation critique concernant une cargaison. Red tente de prendre contact avec son associé, le responsable du manifeste, Henry Morris, qui manque à l'appel. Red parvient à le joindre, mais ce dernier, flambeur compulsif, se trouve à Atlantic City, et comprend qu'il a été approché par une certaine Dame Fortune, qui lui a proposé de le sauver financièrement. Pendant que Ressler rencontre son ami de la CIA concernant Katarina Rostova, Reddington met Liz sur la piste de Dame Fortune, qui promet à des joueurs ayant des dettes à se rembourser mais aucun n'a survécu par la suite. Morris fait affaire avec le Tiers-État, ce qui pourrait les mener à une piste sur le complot.  Liz et Ressler interrogent l'épouse de Morris, toujours introuvable depuis Atlantic City, qui tombe des nues en apprenant que ce dernier a perdu son travail et qu'il a de nouveau des dettes de jeu. Ressler lui demande de les contacter si son mari l'appelle. Morris se rend masqué chez une femme afin de la tuer et faire passer cela pour un cambriolage. Morris prend contact avec sa femme afin de la retrouver dans un parc, cette dernière en informe Ressler et Liz.
Pendant ce temps, Reddington décide de faire le ménage dans son business, après que certains de ses associés en ont profité pour faire des affaires derrière son dos durant son incarcération. Il épargne Carlo, un de ses associés, tout en lui prenant 15% d'intérêts, mais abat Martin Walcott, un autre de ses associés, qui a passé un accord avec un cartel de la drogue pour gérer un transport de méthamphétamine en utilisant son nom et son réseau, ce qu'il n'accepte pas. Aram découvre que la victime de Morris faisait également une dépendance au jeu et que ses dettes ont été réglées. Pendant le briefing, Ressler reçoit un dossier, que Liz réceptionne, pensant qu'il s'agit d'un dossier concernant l'affaire, mais découvre qu'il s'agit du manifeste du ferry provenant des dossiers russes de la CIA pour son enquête sur Katarina Rostova. Liz confronte son collègue, qui lui ment en lui affirmant qu'il a fait une demande bien avant que la jeune femme ne lui intime d'arrêter ses recherches. Afin de la calmer, Ressler fait semblant de jeter le dossier à la poubelle. 
Au lieu du rendez-vous entre Morris et son épouse, surveillé par le FBI, un certain Ned Green, autre joueur compulsif endetté victime de Dame Fortune, s'amène armé et blesse Morris au bras, tandis que Ressler lui tire dans la jambe et l'arrête et que Liz s'occupe de Morris. En suivant une piste sur le dossier du manifeste, Ressler découvre qu'une des passagères n’existait pas avant d’acheter un billet sur ce ferry et demande à son contact de la CIA d'enquêter. Interrogés séparément, Morris et Ned informent le FBI que Dame Fortune est au courant de leur situation et qu'ils ont la possibilité de tout recommencer à zéro en lui rendant un service : tuer une personne, à savoir une des victimes de Dame Fortune. L'unité se sert de Ned comme appât pour piéger Dame Fortune en prenant un rendez-vous dans un restaurant, mais la criminelle, flairant le piège, parvient à s'enfuir. Néanmoins, Aram trouve une piste qui l'amène à Dame Fortune, qui s'avère être une dame d'un certain âge, Agathe Tyche, dont le mari, joueur invétéré, a gagné une forte somme au Loto, mais a laissé son épouse pendant un accouchement difficile en partant avec leur fils pour acheter le ticket de loterie gagnant. Au retour, un accident de voiture a coûté la vie au fils et rendu le père lourdement handicapé. Le ticket gagnant a été alors remis à l'épouse qui encaisse toujours les chèques de rentes de la Delaware State Gaming Commission à une adresse proche de Wilmington. 
Au même moment, Reddington comprend que son associé Smokey Putnum, qui le suit dans sa quête et a affirmé ne pas connaître Walcott, lui a menti, et qu'il a travaillé avec Walcott dans le trafic de méthamphétamine grâce à son sens logistique. Bien qu'il sache qu'il ne l'a pas dénoncé à la police, Reddington le punit de sa faute impardonnable en le balançant de son avion, le tuant sur le coup. Après avoir rencontré la fille de Tyche, qui ignore tout des activités de sa mère et qui a découvert que son père, qu'elle supposait mort, est encore en vie. Liz et Ressler parviennent à retrouver Agathe, qui est arrêtée, non sans avoir essayé de tuer son mari, en vain. Le mobile d'Agathe est d'utiliser sa fortune pour punir les parieurs comme lui addicts aux jeux en payant les dettes des familles concernées. Reddington rend visite à Janet McNamara en Californie, après l'avoir aidé à financer un programme artistique dans l'école où ils se trouvent tout en écoutant une chorale qui a vu le jour grâce à lui. Au même moment, Ressler trouve une autre piste concernant Katarina Rostova concernant le manifeste du ferry, laissant supposer qu'il s'agit de la mère de l'ex-agent du KGB, tandis que Liz interroge Morris sur ses liens avec le Tiers-État, mais n'offre que peu d'informations. Ressler tente de parler de Liz au sujet de sa famille, mais se ravise. 
- On entend une chorale reprendre la chanson Every Breath You Take du groupe The Police dans la scène finale.
- Le personnage de Janet MacNamara était déjà apparu dans le 11e épisode de la saison 3. Employée du FBI, elle avait été kidnappée car elle était au courant de l'accord passé entre le FBI et Reddington. Ce dernier lui avait alors offert une nouvelle identité pour qu'elle ne soit plus menacée.
- Al Sapienza et Max Casella ont tous les deux joués dans Les Soprano. Le premier a joué Mickey Palmice dans la première saison et le second a tenu le rôle récurrent de Benny Fazio de la troisième à la sixième saison. Ce n'est pas la première fois qu'un acteur des Soprano fait une apparition dans Blacklist : Vincent Curatola (Johnny Sack) a participé à un épisode de la troisième saison de Blacklist, tandis qu'Aida Turturro (Janice Soprano) tient le rôle récurrent d'Heddie Hawkins dans Blacklist depuis la cinquième saison.

### Épisode 17:Le Tiers État
- États-Unis /  Canada : 19 avril 2019 sur NBC / Global
- France : 19 février 2020 sur TF1
- Belgique : 11 novembre 2021 sur Club RTL

- États-Unis : 4,04 millions de téléspectateurs[37] (première diffusion)
- France : 845 000 téléspectateurs[38] (première diffusion)

- Jennifer Ferrin (Anna McMahon)
- Richard Thomas (David Foy)
- John Cullum (Ted King)
- Vicki Lewis (Marie)
- Henry Ayres-Brown (Des Foy)
- Karl Kenzler (Jacob Mercer)
- Betsy Aidem (Della Whitmore)
- Talene Monahon (Adalynne Gerrick)
- Mark Elliot Wilson (Noel Gerrick)
- Ben Horner (Mr Sandquist)
- Amanda Barron (Evelyn Foy)

Recevant la visite de Liz dans son appartement, Reddington l'informe du cas du Tiers-État, un groupe de terroristes anticapitalistes qui rançonne plusieurs familles les plus riches des États-Unis, qui pourrait avoir un lien avec Anna McMahon et le complot que l'unité spéciale tente de déjouer. Liz présente le cas à ses collègues, en présence de McMahon, qui affirme avoir entendu parler de cette organisation terroriste qu'elle juge toutefois sans importance. Mais Cooper l'informe que le Tiers-État vient de commettre son cinquième enlèvement et feint ignorer les motivations de Reddington pour cette affaire auprès de McMahon. Liz et Ressler rendent visite à David et Evelyn Foy, parents de Des, actuellement enlevé par le groupe terroriste. Bien que les personnes kidnappées par le Tiers-État ont été libérées après que les parents de leurs victimes ont payé la rançon, David annonce aux agents fédéraux son intention de ne pas payer la rançon, mais accepte de négocier avec eux. 
Au lieu de rendez-vous, David, surveillé par l'unité spéciale, suit les indications des ravisseurs, mais le plan échoue quand le Tiers-État se sont aperçus de la présence du FBI et parviennent à fuir. David reçoit un appel sur son téléphone portable et aperçoit son fils se faire tuer sous ses yeux via un flux vidéo. Peu de temps après, Tyler Whitmore est également enlevé. Alors que Liz et Ressler discutent avec les parents, David débarque : ami des Whitmore, il insiste pour qu'ils n'écoutent pas les deux agents. Liz trouve une piste concernant un objet de torture utilisé par le Tiers-État et prend contact avec Reddington pour apporter son aide. Grâce à un contact, Reddington remonte la piste vers le propriétaire d'un engin identique, qui lui indique l'endroit ou pourrait se trouver les criminels. Le FBI et une équipe d'assaut se préparent à prendre d'assaut les lieux, mais les chances sont minces. Aram se fait passer pour un employé du cable afin de pirater les caméras du Tiers-État, mais se fait capturer. Prévenus par la fille du propriétaire de l'engin de torture, les membres du Tiers-État comprennent qu'ils sont cernés. Durant sa capture, Aram découvre Des, qui a simulé sa mort, et Tyler parmi les membres du groupuscule. McMahon décide de faire comme l'exige Della Whitmore, la maman de la dernière victime, qui s'avère être aussi un membre important du gouvernement. 
Sur ordre de McMahon, le FBI fait irruption à l'entrepôt et parvienne à arrêter certains membres du Tiers-État, dont Des, qui est arrêté sous les yeux stupéfaits de son père. Toutefois, Tyler est abattu au cours de l'assaut. Après que Des ait dévoilé le nom de son commanditaire à Liz, Red se rend chez ce dernier et découvre qu'il n'y a aucun lien entre le groupuscule et le complot, comprenant que McMahon l'a dupé, ainsi que l'unité spéciale. 
- The Third Estate (Le Tiers-État en français) est une référence à la Révolution française. Sous l'Ancien Régime, ce nom désignait toute personne n'étant pas membre du clergé ou de la noblesse, soit environ 98% de la population française.
- Dans la scène du restaurant, une femme est vue lire un livre écrit par Andrew McCarthy[39]. Réalisateur de l'épisode, McCarthy est également auteur de récits de voyages et a publié trois livres.

### Épisode 18:Le tueur de Brockton
- Le Tueur de Brockton (Netflix)
- Le Tueur de l'Université de Brockton (TF1)

- États-Unis /  Canada : 26 avril 2019 sur NBC / Global
- France : 20 février 2020 sur TF1
- Belgique : 11 novembre 2021 sur Club RTL

- États-Unis : 4,09 millions de téléspectateurs[40] (première diffusion)
- France : 525 000 téléspectateurs[38] (première diffusion)

- Brian Dennehy (Dominic Wilkinson)
- Sarah Nicole Deaver (Kimberly Owens)
- David Berman (Dr Odgen Maguire)
- Marc Kudisch (Dr Adrian McCaffrey)
- Edmund Donovan (Tobias Carlyle)

Liz se rend chez Reddington, qui lui présente le nouveau nom de la liste, le tueur de l'université Brockton, qui s'est attaqué à une étudiante avant que son cadavre gelé et présenté comme une statue de glace soit découvert par un jogger. Or, celui qui est considéré comme le meurtrier, Tobias Carlyle, est déjà en prison pour trois meurtres similaires six années auparavant et que l'affaire, qui doit être rejugée, est remis au goût du jour grâce au podcast de Kimberly Owens, qui a pris la défense de Tobias, qui avait toutefois un lien avec les trois victimes, ce qui laisse supposer qu'un copieur ou un complice de Tobias venu l'aider pour le disculper. Prenant également conscience par Dembe que Reddington ne s'arrêtera pas de retrouver la personne qui l'a dénoncé à la police, Liz se décide de lui avouer la vérité. Surpris par cette annonce, Reddington est également en colère et triste, bien que Liz essaie de se justifier, elle voulait connaître la véritable identité de Reddington mais a changé d'avis après que celui-ci ait échappé à la peine capitale. Se doutant que c'était bien elle après avoir retrouvé l'infirmière de Koehler mais après avoir cru Dembe, Reddington n'est plus certain de faire confiance à la jeune femme. 
Au Bureau de Poste, Liz présente le cas du tueur de Brockton à l'unité spéciale. Parallèlement à l'affaire, Ressler cherche toujours l'identité de l'homme sur la photo, qui s'avère être Dom, et demande à Aram de vérifier les empreintes sur une pièce de monnaie qu'il a touchée afin de l'identifier. Cependant, sa recherche a des conséquences puisque Ressler est surveillé par un agent du FSB, qui lui fait part qu'ils sont au courant qu'il cherche le père de Katarina Rostova, avant d'être récupéré par d'autres agents avec un véhicule diplomatique russe. En écoutant le podcast d'Owens, Aram va interroger un professeur d'anglais, Adrian McCaffrey, qui fait office de suspect potentiel dans le podcast, au vu sa réputation de coureur de jupons, mais rien n'en ressort. Liz et Ressler interrogent Tobias en prison, qui leur affirme n'y être pour rien dans ce nouveau crime et qu'il a avoué sous la pression policière. Aram découvre une cabane isolée appartenant à McCaffrey. Sur les lieux, Liz et Ressler découvre une jeune femme enlevée récemment et enfermée dans un congélateur, mais toujours vivante. McCaffrey est alors arrêté, tandis que Tobias est relâché. 
Pendant ce temps, Reddington décide de prendre du recul et se rend chez Dom, qui tente de réparer sa voiture et lui explique la situation : Liz l'a donné a la police pour enquêter sur son identité et Dembe le sachant ne lui a rien dit. Bien que sachant que Reddington ne s'en prendra pas à Liz pour sa trahison, Dom lui explique qu'il a pardonné à Katarina sa trahison qui l'a fait lui aussi passer pour un traître et qu'il a tout abandonné pour elle, qu'il a fait par amour. 
Grâce à la bonbonne d'azote liquide retrouvée dans la cabane de McCaffrey, l'unite retrouve une empreinte de Paul Lamar, travaillant à Heath Chemical. Liz et Ressler l'interrogent et découvrent qu'il est le beau-père de Kimberly, qui leur explique l’obsession de sa belle-fille envers Tobias. Kimberly reçoit la visite de Tobias, avec lequel elle va coucher. Tout un coup, Tobias découvre le maillet ayant servi à tuer les étudiantes et comprend Kimberly est le tueur de l'université Brockton. Follement amoureuse du jeune homme, Kimberly a éliminé celle qu'elle considérait comme des rivales et a tout fait pour le libérer quand ce dernier a avoué après son arrestation. Alors qu'il s'apprête à prévenir la police, Tobias est assommé par Kimberly, qui veut le tuer comme les étudiantes. Elle lui avoue qu'elle a eu l'idée d'enfermer ses victimes après avoir été enfermée dans un réfrigérateur par une camarade d'école de douze ans pour se moquer d'elle. Le FBI arrive à temps pour sauver Tobias et arrêter Kimberly. 
De retour chez lui, Reddington retrouve Dembe, qui s'apprête à partir en voyage. Red fait comprendre à Dembe que leur amitié n'a pas été facile et se demande si cette relation est de l'amitié ou de l'amour mais toujours est-il qu'il lui a manqué. Il a souvent pardonné à Liz mais lui n'a pas besoin de son pardon, pas avec la relation qu'ils entretiennent. Dembe répond toutefois que c'est lui qui ne peut pas lui pardonner. Red ne comprend pas alors son fidèle allié, qui lui rétorque qu'il a assez suivi son chemin et que maintenant, il doit suivre le sien. Red, respectant trop son ami pour argumenter, s'en va la tête basse.
- Cet épisode est diffusé à 20 h.

### Épisode 19:Rassvet
- Rassvet (Netflix)
- Katarina Rostova (TF1)

- États-Unis /  Canada : 26 avril 2019 sur NBC / Global
- France : 26 février 2020 sur TF1
- Belgique : 18 novembre 2021 sur Club RTL

- États-Unis : 3,95 millions de téléspectateurs[40] (première diffusion)
- France : 783 000 téléspectateurs[41] (première diffusion)

- Brian Dennehy (Dominic Wilkinson)
- Lotte Verbeek (Katarina Rostova)
- Gabriel Mann (Ilya Koslov)
- William Sadler (Sam Milhoan)
- C.J. Wilson (Dominic Wilkinson, jeune)
- Stass Klassen (Anton Velov)

Liz rend visite à son grand-père, Dom, dont elle vient de découvrir la véritable identité. Liz lui demande des réponses sur les raisons qui l'ont poussé à garder le secret. Ce dernier lui affirme que c'était une promesse faite il y a longtemps et qu'il connaît la véritable identité de Reddington. Katarina ne s'est pas noyée à Cape May en 1991 et a trouvé refuge dans une église avant d'être amené dans un refuge pour femmes, sans pour autant raconter les causes de son arrivée. Néanmoins, l'ex-agent russe sait qu'elle n'est pas en sécurité vu qu'elle est traquée par l'officier de renseignements soviétiques Anton Velov, qui ne croit pas à son décès. Un jour, Irina, une jeune Russe terrifiée débarque au refuge. Katarina lui sert d'interprète auprès de la direction des lieux et les informe qu'Irina fuit un petit ami violent ayant des alliés dans la police. Alors qu'elle prépare un plan pour se cacher, Katarina tue le petit ami d'Irina, venue au refuge pour l'agresser. Après avoir volé l'argent à ce dernier, elle s'installe dans un hôtel et s'achete un ordinateur pour contacter son ami d'enfance, Ilya Koslov, qui travaille à l'ambassade russe. Grâce à un message codé dans une grille de mots croisés, Koslov se rend à une gare où il attend. Voyant qu'il n'y a personne au rendez-vous, Koslov s'apprête à quitter la gare quand il est appelé à l'accueil pour récupérer une valise dans laquelle il retrouve une clé d'une chambre de motel. Koslov se rend dans la chambre et découvre que Katarina est bel et bien vivant.
Tout en ajoutant que Liz était aimée par ses parents, Dom lui dit que Reddington était une mission pour Katarina, dont il était l'officier traitant, mais ne savait rien sur sa liaison avec Reddington et de son implication dans la Cabale. En faisant un tour en voiture avec Liz, Dom continue à discuter avec sa petite-fille des événements qui ont suivi la fuite de Katarina. Le plan de la jeune femme a échoué, vu que le KGB est au courant de sa trahison et que la Cabale sait qu'elle a eu une liaison avec un homme qui dispose d'informations susceptibles de la détruire et c'est sans compter que ses proches sont coupables par association. Voulant tenir une promesse faite lorsqu'ils avaient six ans, Koslov se décide de l'aider. Au même moment, Velov se rend au refuge pour interroger Irina, la menace et parvient à obtenir des réponses de la jeune femme. Au motel, Koslov fabrique des nouveaux papiers d'identité pour Katarina, qui se demande s'ils ont bien fait de tenter de sauver Reddington des flammes lors de l'incendie, mais pour Koslov, il était déjà mort. Katarina retrouve sa mère Lena au ferry de New York, l'informe que Masha est en sécurité. Elle demande sa mère de disparaître en lui fournissant nouveaux papiers d'identité et de l'argent pour échapper au KGB, car elle est également en danger. Les deux femmes se quittent en larmes. Velov retrouve la trace du motel où est installé Katarina, qui parvient à leur échapper avec Ilya, avant de partir vers Moscou pour retrouver son père. Katarina se rend chez ce dernier, qui pensant un temps la trahir quand des hommes du KGB débarque chez lui, mais se ravise. Néanmoins, les agents ne sont pas dupes et pénètrent dans l'appartement où ils capturent Katarina. Ilya parvient in extremis à neutraliser les espions, sauvant son amie et son père. Après s'être débarrassé des corps, Dom donne des passeports américains à sa fille et à son allié, ainsi qu'une échappatoire pour quitter la Russie, non sans avoir dit à Katarina qu'il a un plan de sortie pour lui-même. 
Pris de remords pour Reddington, car sa réputation pourrait être détruite par la Cabale, qui le croit vivant et après avoir appelé Sam pour parler à sa fille, Katarina songe à se suicider, mais Koslov trouve une solution pour se soustraire au KGB, à la Cabale et aux Américains. Ayant l'avantage que personne ne sait que Reddington est mort, Koslov va récupérer l'argent des comptes créés par Katarina pour faire passer l'Américain pour un traître contenant 40 millions de dollars. Néanmoins, seul Reddington peut récupérer l'argent et vider les comptes. Koslov met alors au point un plan audacieux : il va décider de subir une année de chirurgie esthétique des mains du docteur Koehler pour ressembler physiquement à Reddington, tandis que Katarina lui donne tous les détails de la vie du vrai Reddington. Quand Katarina lui demande les raisons, Koslov dit qu'il veut la protéger. L'ex-espionne russe lui demande en retour de protéger Masha au cas où elle lui arrive quelque chose. Le plan fonctionne quand Koslov, devenu Reddington, clôture les comptes bancaires.
Après avoir raconté son histoire, Dom gare sa voiture devant le bureau de poste d'où Ressler a obtenu la photo. Il lui montre une clé donnée par Katarina vingt-huit ans auparavant en lui promettant que, lorsqu'elle referait surface, elle lui laisserait un mot, mais n'a obtenu aucune réponse. Il lui dit également que Lena a écrit une lettre à Katarina, espérant avoir de ses nouvelles avant sa mort, mais n'a jamais atteint sa destinataire. Dom l'a récupéré, sachant que Katarina ne viendrait pas. Dom l'a récupéré, sachant que Katarina ne viendrait pas. Le vieil homme regrette le temps perdu et demande l'autorisation de voir son arrière petite-fille, ce que Liz accepte avec plaisir, vu qu'il est la seule famille qui lui reste en dehors d'Agnes.
- Hors pilote, il s'agit du quatrième épisode à ne pas être titré suivant un numéro de la liste noire. Tout comme Requiem, il est constitué majoritairement de flashbacks.
- Diego Klattenhoff, Amir Arison et Hisham Tawfiq n'apparaissent pas dans cet épisode, bien qu'ils soient crédités au générique[42].
- En France, l'épisode est diffusé sous le titre Katarina Rostova[43], alors qu'il est diffusé sous le titre Rassvet aux États-Unis. Le titre français est utilisé pour le dixième épisode de la septième saison lors de sa diffusion américaine. Sur Netflix France, l'épisode garde son titre original.
- Aux États-Unis, l'épisode a été rediffusé à la suite du quinzième épisode de la septième saison le 17 avril 2020, afin de rendre hommage à Brian Dennehy (Dom Wilkinson), décédé deux jours auparavant[44].

### Épisode 20:Guillermo Rizal
- États-Unis /  Canada : 3 mai 2019 sur NBC / Global
- France : 27 février 2020 sur TF1
- Belgique : 18 novembre 2021 sur Club RTL

- États-Unis : 4,34 millions de téléspectateurs[45] (première diffusion)
- France : 458 000 téléspectateurs[41] (première diffusion)

- Jennifer Ferrin (en) (Anna McMahon)
- Ben Horner (Mr Sandquist)
- Teddy Coluca (Brimley)
- Joel de la Fuente (Guillermo Rizal)
- Andrew Hovelson (Mark Walker)
- Howard McGillin (Sénateur Chuck Christensen)
- Cynthia Mace (Shirley)
- Nick Mills (Miles Gordon)
- Ellen Harvey (Anne Mauler)
- Jason Cottle (Mr. Cotton)
- Delyn Wall (Corinne Walker)
- Keziah Wall (Grace Draxton / Nora Mitchell)
- Jessica Grant (Heather Walker)

La jeune Corrine Walker, âgée de neuf ans, est enlevée par un inconnu dans une aire de jeux, où elle se trouvait en compagnie de ses parents. Alors qu'ils ont signalé l'enlèvement de la fillette, les parents de Corrine découvrent qu'une fillette lui ressemblant trait pour trait a été également kidnappée. 
Le lendemain, Liz retrouve Reddington dans un restaurant. Ce dernier, toujours en froid avec la jeune femme depuis son aveu, la prévient qu'il ne s'en prendra pas à elle mais ne peut se résoudre à lui pardonner. Peu après cette clarification, Red met Liz sur le cas de l'enlèvement de Corrine et des jumeaux qui ne se connaissent pas, car l'homme qui a enlevé les fillettes a rencontré McMahon et afin de déjouer le complot, il faut retrouver ce dernier. Après avoir rencontré séparément les parents des deux fillettes, Liz et Ressler découvrent que les parents ont eu recours aux services d'une clinique pour une fécondation in vitro. Parallèlement, Corrine est emmené dans un lieu inconnu où elle rencontre sa jumelle, Nora Anne, et où elle est accueillie par un homme en blouse blanche. En se rendant dans la clinique, Liz et Ressler interrogent la directrice, qui tombe des nues et qui affirme qu'aucune erreur ne peut avoir été commise sauf si l'embryologiste commun aux deux affaires a échangé les échantillons avec d'autres cultivés ailleurs. L'embryologiste concerné, Miles Gordon, est arrêté alors qu'il essaie de fuir. Interrogé par Aram, Gordon parle de trois échanges, ce qui implique qu'il y'a alors trois fillettes semblables.
De son côté, Reddington interroge le sénateur Christensen sur son lien avec l'homme ayant enlevé Corrine et Nora Anne. Christensen lui dit avoir embauché cet homme, connu sous le nom de Cotton, car il est spécialisé dans la recherche d'articles difficiles à trouver et, selon ses sources, il tente actuellement de lui trouver un tableau. N'ayant aucun moyen de le contacter, Red met une petite annonce concernant le tableau dans un journal. Liz soulage Ressler, inquiet de son comportement vis-à-vis de lui à la suite de ses recherches, et lui dit qu'elle ne lui en veut pas, car cela lui a permis de découvrir la véritable identité de Reddington et qu'elle a retrouvé son grand-père. Néanmoins, leurs découvertes doivent rester secrètes après que Ressler ait été confronté à des agents russes. De plus, ils se posent également des questions sur l'accord d'immunité de Reddington si cela se sait. Les deux agents découvrent l'identité de la troisième fillette, Grace Daxton, mais ne peuvent empêcher son enlèvement. Tandis que le sénateur confronte McMahon, qui lui a recommandé Cotton, au sujet de la visite de Reddington. Le sénateur lui refuse alors d'accorder son vote concernant un projet agricole. Reddington parvient à piéger Cotton et fait appel aux services de Brimley et de son fils pour obtenir des renseignements sur les enlèvements et le complot. Liz, quant à elle, découvre d'autres cas d'enlèvements de triplés dans les mois qui ont précédé. Red obtient de Cotton le nom de Guillermo Rizal, spécialisé dans la cartographie des gènes, qui l'a engagé pour enlever les enfants. Grâce aux dossiers immobiliers de Rizal, Liz et Ressler trouvent un entrepôt et s'y rendent muni d'un mandat. Rizal, prévenu par ses gardes, tente de fuir avec Corrine, résultat de son expérience réussie, mais la fillette est blessée par une balle perdue. Le scientifique se rend aux autorités, tandis que d'autres enfants-cobayes sont libérés. Rizal explique ses motivations lors de l'interrogatoire mené par Ressler : il veut créer une nouvelle race humaine capable de survivre au réchauffement climatique. Corrine se remet de ses blessures, tandis que les enfants kidnappés par Rizal sont rendus à leurs parents.
Red rejoint Liz dans un parc, où elle observe à distance Agnes, qui s'amuse sur un manège. L'agent le remercie d'être venu mais Red lui rétorque qu'il l'a fait uniquement parce qu'il a des nouvelles de McMahon, qui a engagé Cotton pour retrouver le dossier caché par Moreau concernant le complot avant d'être assassiné par Sandquist, garde du corps présidentiel, car le Corse l'a en effet glissé dans le sac d'un enfant, ce que sait Reddington mais aussi McMahon. Tout en regardant sa fille, Liz lui parle de son code moral, que l'amour gagne, après que Red lui ait parlé du sien au restaurant au début de l'affaire Rizal. Bien que Red se moque du code moral de la jeune femme, Liz persiste : il ne peut pas rester fâché car ils sont une « famille » malgré tout et veut qu'il soit présent auprès d'elle. N'ayant plus peur de qui il est, Liz lui annonce qu'elle compte faire revenir Agnes auprès d'elle. 
- Jusqu'à la fin de la saison, la série prend la case horaire du vendredi soir à 20h[5].
- Cet épisode marque le retour d'Agnès, la fille de Liz, qui n'était plus apparue depuis le 9e épisode de la saison 5, Alaska. Liz l'avait alors confiée à Susan Hargrave le temps pour elle de faire son deuil après la mort de Tom.
- Hisham Tawfiq n'apparaît pas dans cet épisode.

### Épisode 21:Anna McMahon
- États-Unis /  Canada : 10 mai 2019 sur NBC / Global
- France : 5 mars 2020 sur TF1
- Belgique : 25 novembre 2021 sur Club RTL

- États-Unis : 4,03 millions de téléspectateurs[46] (première diffusion)
- France : 598 000 téléspectateurs[47] (première diffusion)

- Jennifer Ferrin (Anna McMahon)
- Benito Martinez (président Robert Diaz)
- Ben Horner (Mr Sandquist)
- Nathan Darrow (Jonathan Grimm)

Alors qu'il se rend à son travail, Jonathan Grimm reçoit un appel téléphonique de son ami Sam Watley auquel il a demandé de décrypter une clé USB que son fils a trouvé car il a trouvé les informations concernant le complot ourdi par Anna McMahon et le président Robert Diaz. Parallèlement, le président fait part de son inquiétude auprès de McMahon dans l'éventualité que le dossier soit retrouvé avant de la menacer elle mais aussi son garde du corps, Sandquist, si elle échoue. Liz prévient Cooper que McMahon n'a pas le dossier, mais qu'il est en possession du fils de Grimm, Parker, après que Bastien Moreau, avant d'être abattu, ait glissé la clé USB dans le sac de l'enfant, qui passait par là. L'unité spéciale tente vainement de prévenir les Grimm du danger qu'ils encourent. Au même moment, Sandquist se rend chez les Grimm et intimide la mère et le fils pour savoir où se trouve la clé, qui est dans les mains de Whatley. Sandquist et ses hommes se rendent alors chez ce dernier et le torturent, mais découvrent que Jonathan lui a donné une copie. Se rendant chez Whatley, Jonathan découvre la scène et parvient à s'enfuir, tandis que Sandquist demande à l'un de ses hommes de se débarrasser de Whatley. Comprenant que les Grimm vont tout mettre en oeuvre pour se cacher après avoir découvert avec Ressler qu'ils se sont enfuis dans la précipitation, Liz demande l'aide de Reddington pour les localiser, via une vieille connaissance d'affaires, Rogelio. McMahon et Sandquist découvrent que l'unité du FBI recherche la famille.
Peu après, McMahon débarque furieusement dans le bureau de Cooper, qui lui informe qu'il est au courant de son implication dans le complot et qu'elle a fait surveiller ses agents, mais ne peut le prouver sans la clé. Tout en obtenant le lieu où se cache les Grimm, Liz discute avec Reddington et exprime des doutes sur le retour d'Agnes à ses côtés, à cause du passé de Katarina Rostova. Au téléphone avec Diaz, McMahon l'informe de sa discussion avec Cooper et veut changer les plans, ce que le président refuse. Liz et Ressler se rendent au motel où est caché les Grimm et parviennent à les mettre en confiance, malgré les craintes de Jonathan à cause du contenu sensible du dossier, dont il a envoyé l'original par courrier à une connaissance du Washington Post. Cooper avertit Liz que McMahon les fait surveiller et lui demande de mettre la famille en lieu sur, avant de prendre contact avec Reddington. Mais Sandquist et ses hommes débarquent au motel et ordonne à Liz et Ressler de leur remettre le père de famille. Jonathan et son épouse reconnaissent l'agent des services secrets, avant que Sandquist les attaque par la force et enlève Jonathan dans sa fuite. Reddington débarque peu après en sauvant Liz de justesse. Cooper tente d'informer Diaz de l'implication de Sandquist dans le complot, mais Red le prévient qu'il se peut que le chef d'État soit également dans le coup. Le FBI et Sandquist sont informés du courrier.
- Hisham Tawfiq n'apparaît pas dans cet épisode.

### Épisode 22:Robert Diaz
- États-Unis /  Canada : 17 mai 2019 sur NBC / Global
- France : 5 mars 2020 sur TF1
- Belgique : 25 novembre 2021 sur Club RTL

- États-Unis : 4,46 millions de téléspectateurs[48] (première diffusion)
- France : 298 000 téléspectateurs[47] (première diffusion)

- Jennifer Ferrin (Anna McMahon)
- Benito Martinez (président Robert Diaz)
- Deirdre Lovejoy (Cynthia Panabaker)
- Coy Stewart (Vontae Jones)
- Laila Robins (Katarina Rostova)
- Alex Shimizu (Tadashi Ito)
- Brett Cullen (l'étranger)
- Ben Horner (Mr Sandquist)
- Dikran Tulaine (Max Ruddiger)
- Theodora Miranne (Kat Carlson)
- Regina Schneider (la Première Dame Miriam Diaz)

Anna McMahon vient de mettre en état d'arrestation toute l'unité spéciale du FBI, à l'exception de Liz, restée cachée. Diaz est au téléphone avec McMahon. Elle lui affirme que tout est sous contrôle vu que Reddington et l'unité seront accusés à leur place et s'assure que le président poursuive son plan. Toujours en contact avec Reddington sur son portable tout en étant recherchée, Liz refuse d'abandonner ses collègues et de fuir et demande son aide pour mettre au point un plan pour délivrer Cooper, Ressler et Aram. Pour cela, elle a besoin de deux personnes essentielles travaillant pour Red : le hacker Tadashi Ito et le spécialiste en explosifs Max Ruddiger. Tandis que Reddington prend contact avec Ruddiger, Liz communique avec Tadashi afin de faire évacuer ses trois collègues en piratant le système de contrôle des portes. Toujours dans son plan, Liz déclenche l'alarme afin que ses trois amis soient capturés et enfermés dans la boîte de confinement. Tandis que Red parvient à pénétrer dans le bâtiment avec Ruddiger et son équipe, Liz parvient à entrer en contact avec Aram, Ressler et Cooper dans la cellule en contournant le relais du moniteur, afin que personne d'autre ne puisse les entendre. Assisté d'Aram et Tadashi, Liz parvient à pirater le système de caméras de surveillance afin de diffuser les images en boucle, afin qu'elle libère ses collègues. Reddington et son équipe la retrouvent et parviennent à délivrer Ressler, Cooper et Aram. Comprenant qu'ils ont été dupés, McMahon et Sandquist ont la désagréable surprise de voir que Reddington et l'unité sont parvenus à leur échapper.
Activement recherchés, Liz et l'unité se cachent dans une planque de Reddington et se préparent pour empêcher l'assassinat lors du débat présidentiel hautement surveillé qui aura lieu à l'Université de Fillmont, sans être repérés. Liz en profite pour annoncer à tous qu'elle compte faire revenir Agnes, ce qui ravit les membres de l'unité. Peu après, Reddington parle seul à seul avec Ressler concernant sa rencontre avec les agents russes, qui l'ont surveillé pendant son enquête sur Katarina Rostova afin de savoir ce qu'il sait. De son côté, Red s'assure que ce dernier ne divulguera rien de ce que Liz lui a appris sur lui. Red charge Vontae et des amis de provoquer une altercation à l'extérieur du bâtiment pour permettre à Liz et Ressler, se faisant passer pour des policiers anti-émeutes, d'y pénétrer. Aram pirate les vidéos de surveillance à partir du syndicat des étudiants situé juste à côté. Tandis que Liz et ses collègues tentent de déjouer le complot, Reddington va retrouver une vieille connaissance et discutent de Katarina, de nouveau activement recherchée par les Russes, à cause de l'enquête de Ressler. Sandquist se prépare pour l'attentat, mais Liz et Ressler le retrouvent, sans toutefois empêcher la Première Dame d'être blessé par balle à l'épaule. Vite repérés, Liz, Aram et Ressler sont arrêtés et emmenés dans un van, sous l'escorte de Sandquist et McMahon. Alors que Cooper informe Reddington de la situation, Diaz est furieux contre McMahon et Sandquist, à la suite de l'avortement du complot. Pendant ce temps, Ressler s'interroge au sujet de Sandquist et se demande comment cet ex-béret vert et tireur d'élite a pu manquer sa cible. Tout un coup, le véhicule est stoppé par Sandquist, qui veut libérer et abattre les trois agents du FBI, prétextant qu'ils ont tenté de s'échapper. Mais Reddington les retrouve et parvient à sauver Liz, Ressler et Aram, qui parviennent à s'emparer des armes de leurs geôliers. Des coups entre feu sont échangés sur la route. Tandis que le van perd de l'essence, Reddington sauve un de ses hommes, blessé durant l'attaque et le met à l'abri, tout comme Liz et ses collègues, tandis que Sandquist, après avoir fait exploser le véhicule avec une grenade, est tué par Ressler. À la demande de Red, Liz tente d'appeler les secours. Mais McMahon surgit et braque une arme derrière la tête de Reddington, tandis que Liz essaie de la raisonner. Bien qu'acculée, McMahon est déterminée à abattre Reddington avant d'être tuée d'une balle dans la tête par Dembe, qui a décidé de revenir auprès de Reddington. De retour dans la planque, Ressler continue à se poser des questions sur l'assassinat manqué, mais Red comprend que Sandquist était chargé d'éliminer la femme de Diaz. Reddington se rend à l'hôpital aux côtés de Panabaker et de Cooper afin de discuter avec MMe Diaz sur sa tentative d'assassinat. Elle révèle qu'elle voulait dénoncer un homicide involontaire commis par son mari alors qu'il conduisait en voiture sous l'influence de l'alcool après une célébration lors des primaires, tuant une mère et son fils. Prise de remords, elle a alors réuni des documents et des preuves de l'accident et a incité son époux, qui avait accepté la forte somme d'argent de Constantin Rostov afin de s'acheter une réputation, à avouer. À la suite de la révélation de son implication dans le complot à l'opinion publique, le président déchu est contraint de démissionner et va faire l'objet d'une enquête. Recevant la visite de Panabaker et Cooper, Diaz rend Reddington responsable de ce fiasco mais comme Panabaker le lui fait remarquer, c'est l'ex-président qui est le seul à blâmer.
- Tadashi Ito est déjà apparu dans Le cuistot, le 12e épisode de la saison 5. Red avait fait appel à ce jeune surdoué de l'informatique pour suivre une piste lui permettant de remonter jusqu'à Ian Garvey.
- Dernière apparition du personnage d'Anna McMahon.
- Kat Carlson (incarnée par Theodora Miranne) est un personnage récurrent du spin-off Blacklist: Redemption.
- Cet épisode marque le retour d'Hisham Tawfiq dans le rôle de Dembe Zuma. Il n'était plus apparu depuis le dix-huitième épisode de la sixième saison.
- Dans cet épisode, Katarina Rostova apparaît pour la première fois plus âgée, Laila Robins prêtant ses traits à l'ex-agent russe, que Lotte Verbeek a interprété jeune de manière régulière dans la série.

## Audiences

### Aux États-Unis
La sixième saison a été suivie en moyenne par 7,18 millions de téléspectateurs.
| N° d'épisode | Titre original                        | Date de diffusion originale | Taux sur les 18-49 ans (en %) | Taux sur les 18-49 ans (en %) | Taux sur les 18-49 ans (en %) | Audience (en millions de téléspectateurs) | Audience (en millions de téléspectateurs) | Audience (en millions de téléspectateurs) |
| N° d'épisode | Titre original                        | Date de diffusion originale | TV                            | DVR                           | Total                         | TV                                        | DVR                                       | Total                                     |
| ------------ | ------------------------------------- | --------------------------- | ----------------------------- | ----------------------------- | ----------------------------- | ----------------------------------------- | ----------------------------------------- | ----------------------------------------- |
| 1            | Dr Hans Koehler (No. 33)              | 3 janvier 2019              | 0,9/4                         | 0,8                           | 1,6                           | 4,15                                      | 3,84                                      | 8,00                                      |
| 2            | The Corsican (No. 20)                 | 4 janvier 2019              | 0,6/3                         | 0,6                           | 1,2                           | 3,91                                      | 3,09                                      | 7,00                                      |
| 3            | The Pharmacist (No. 124)              | 11 janvier 2019             | 0,6/3                         | 0,6                           | 1,2                           | 3,66                                      | 3,29                                      | 6,94                                      |
| 4            | The Pawnbrokers (No. 146/147)         | 18 janvier 2019             | 0,6/3                         | 0,6                           | 1,2                           | 4,04                                      | 3,39                                      | 7,44                                      |
| 5            | Alter Ego (No. 131)                   | 1er février 2019            | 0,5/3                         | 0,8                           | 1,3                           | 3,68                                      | 3,69                                      | 7,37                                      |
| 6            | The Ethicist (No. 91)                 | 8 février 2019              | 0,6/3                         | 0,8                           | 1,4                           | 4,24                                      | 3,59                                      | 7,83                                      |
| 7            | General Shiro (No. 117)               | 15 février 2019             | 0,6/3                         | 0,5                           | 1,2                           | 3,59                                      | 3,53                                      | 7,12                                      |
| 8            | Marko Jankowics (No. 58)              | 22 février 2019             | 0,6/3                         | 0,5                           | 1,1                           | 4,34                                      | 2,86                                      | 7,20                                      |
| 9            | Minister D (No. 99)                   | 22 février 2019             | 0,6/3                         | 0,6                           | 1,2                           | 3,97                                      | 3,28                                      | 7,26                                      |
| 10           | The Cryptobanker (No. 160)            | 8 mars 2019                 | 0,5/3                         | 0,7                           | 1,2                           | 3,82                                      | 3,29                                      | 7,11                                      |
| 11           | Bastien Moreau (No. 20)               | 15 mars 2019                | 0,5/3                         | 0,7                           | 1,2                           | 3,36                                      | 3,41                                      | 6,80                                      |
| 12           | Bastien Moreau : Conclusion (No. 20)  | 22 mars 2019                | 0,6/3                         | 0,6                           | 1,2                           | 4,18                                      | 3,19                                      | 7,38                                      |
| 13           | Robert Vesco (No. 9)                  | 29 mars 2019                | 0,6/3                         | 0,6                           | 1,2                           | 4,33                                      | 2,93                                      | 7,26                                      |
| 14           | The Osterman Umbrella Company (No. 6) | 29 mars 2019                | 0,5/3                         | 0,7                           | 1,2                           | 4,00                                      | 3,33                                      | 7,34                                      |
| 15           | Olivia Olson (No. 115)                | 5 avril 2019                | 0,5/3                         | 0,7                           | 1,2                           | 3,62                                      | 3,38                                      | 7,00                                      |
| 16           | Lady Luck (No. 69)                    | 12 avril 2019               | 0,5/3                         | 0,6                           | 1,1                           | 3,57                                      | 3,12                                      | 6,69                                      |
| 17           | The Third Estate (No. 136)            | 19 avril 2019               | 0,6/3                         | 0,6                           | 1,2                           | 4,04                                      | 3,31                                      | 7,29                                      |
| 18           | The Brockton College Killer (No. 92)  | 26 avril 2019               | 0,6/4                         | 0,6                           | 1,2                           | 4,09                                      | 2,86                                      | 6,96                                      |
| 19           | Rassvet                               | 26 avril 2019               | 0,5/3                         | 0,7                           | 1,2                           | 3,95                                      | 3,27                                      | 7,27                                      |
| 20           | Guillermo Rizal (No. 128)             | 3 mai 2019                  | 0,6/4                         | 0,6                           | 1,2                           | 4,34                                      | 2,86                                      | 7,20                                      |
| 21           | Anna McMahon (No. 60)                 | 10 mai 2019                 | 0,6/4                         | 0,6                           | 1,2                           | 4,03                                      | 2,77                                      | 6,81                                      |
| 22           | Robert Diaz (No. 15)                  | 17 mai 2019                 | 0,6/4                         | 0,6                           | 1,2                           | 4,46                                      | 2,82                                      | 7,33                                      |

Légende :
- Plus hauts chiffres d'audience
- Plus bas chiffres d'audience

### En France
Sur les vingt-deux épisodes que comptent la sixième saison de Blacklist, seuls les audiences des épisodes 4 à 6 et des épisodes 9 à 11 ne sont pas connus. En prenant en compte les informations obtenus concernant les audiences de la sixième saison, elle a réuni, selon une estimation, près de 697 000 téléspectateurs.
| N° d'épisode | Date de diffusion | Audience (en nombre de téléspectateurs) | Part d'audience (en %) |
| ------------ | ----------------- | --------------------------------------- | ---------------------- |
| 1            | 14 mai 2019       | 1 090 000                               | 17,3 %                 |
| 2            | 15 mai 2019       | 611 000                                 | 17,6 %                 |
| 3            | 21 mai 2019       | 1 030 000                               | 15,7 %                 |
| 4            | 22 mai 2019       | indeterminé                             | indeterminé            |
| 5            | 28 mai 2019       | indeterminé                             | indeterminé            |
| 6            | 29 mai 2019       | indeterminé                             | indeterminé            |
| 7            | 4 juin 2019       | 915 000                                 | 13,5 %                 |
| 8            | 5 juin 2019       | 504 000                                 | 14,7 %                 |
| 9            | 11 juin 2019      | indeterminé                             | indeterminé            |
| 10           | 11 juin 2019      | indeterminé                             | indeterminé            |
| 11           | 12 juin 2019      | indeterminé                             | indeterminé            |
| 12           | 18 juin 2019      | 1 100 000                               | 9 %                    |
| 13           | 18 juin 2019      | 625 000                                 | 9,1 %                  |
| 14           | 19 juin 2019      | 403 000                                 | 9,5 %                  |
| 15           | 12 février 2020   | 910 000                                 | 13,7 %                 |
| 16           | 13 février 2020   | 451 000                                 | 12,7 %                 |
| 17           | 19 février 2020   | 845 000                                 | 11,6 %                 |
| 18           | 20 février 2020   | 525 000                                 | 14,2 %                 |
| 19           | 26 février 2020   | 783 000                                 | 11,8 %                 |
| 20           | 27 février 2020   | 458 000                                 | 12,6 %                 |
| 21           | 5 mars 2020       | 598 000                                 | 15,4 %                 |
| 22           | 5 mars 2020       | 298 000                                 | 13,2 %                 |

Légende :
- Plus hauts chiffres d'audience
- Plus bas chiffres d'audience